# Elbourz
Vous lisez un « article de qualité » labellisé en 2021.
Ne doit pas être confondu avec Elbrouz ou Province d'Alborz.
L'Elbourz, en persan البرز, aussi écrit Alborz ou Elburz, est une chaîne de montagnes située principalement dans le Nord de l'Iran, de la frontière avec l'Arménie au nord-ouest jusqu'aux abords du Turkménistan à l'est, en passant par le Sud-Est de l'Azerbaïdjan et les rives méridionales de la mer Caspienne. Il culmine à 5 610 mètres d'altitude au mont Damavand, un volcan endormi du centre sud de la chaîne dominant la capitale Téhéran et constituant le plus haut sommet de l'Iran. La chaîne forme une barrière topographique et climatique entre les côtes méridionales de la Caspienne, d'où proviennent les précipitations, et le plateau Iranien, induisant une importante disparité végétale entre les forêts mixtes des versants septentrionaux et les steppes boisées semi-arides des versants méridionaux. La neige qui s'accumule en hiver constitue des glaciers dans le massif de Takht-e Soleyman et sur le mont Damavand, dans l'Elbourz central, et sur le Savalan, à l'extrémité nord-ouest de la chaîne. Sa rapide fonte au printemps alimente des cours d'eau, sur lesquels ont été construits des barrages pour l'approvisionnement ménager, pour l'irrigation et, dans une moindre mesure, pour l'hydroélectricité, essentiellement vers la capitale. La chaîne est issue d'une succession d'événements géologiques : l'orogenèse cimmérienne au Trias, suivie de l'orogenèse alpine avec un raccourcissement crustal entre le Crétacé et le Paléocène, puis un second depuis le Néogène, interrompus par une extension tectonique à l'Éocène. Il en résulte une grande variété pétrographique : roches sédimentaires, métamorphiques et volcaniques s'y côtoient.
Les montagnes de l'Elbourz, peuplées dès le Paléolithique, ont été depuis l'Antiquité, et jusqu'au XVIIIe siècle environ, un refuge et un foyer de résistance face aux vagues de conquêtes et aux changements de dynasties qui ont secoué la Perse. Le zoroastrisme y est longtemps resté très implanté. L'Hyrcanie puis le Tabarestan sont des régions qui ont reflété ces particularités historiques et religieuses, avec une mythologie très développée ; elles ont bénéficié de degrés d'autonomie relativement avancés. La sédentarisation y a été plus précoce que dans le reste du pays et explique les particularités linguistiques de la chaîne. Toutefois, le pastoralisme est longtemps resté ancré avec la présence de populations semi-nomades et les vallées demeurent des lieux d'échanges de productions agricoles d'un versant à l'autre. Quelques routes franchissent désormais la chaîne de part en part, disposant pour certaines de tunnels afin d'éviter le passage de cols élevés et d'assurer le trafic l'hiver. Elles ont contribué à moderniser l'économie et à modifier les modes de vie. Elles ont aussi permis l'essor du tourisme, avec des populations issues des villes du piémont méridional recherchant un peu de fraîcheur l'été aussi bien que les divertissements des sports d'hiver. La chaîne abrite en effet plusieurs stations, parmi lesquelles Dizin, Darbandsar, Shemshak et Tochal à proximité de la capitale. Plusieurs parcs nationaux, monuments naturels nationaux, refuges fauniques et sanctuaires naturels d'État contribuent à préserver l'environnement fragilisé par la pression anthropique.

## Toponymie
Le nom de l'Elbourz dérive de Harā Bərəzaitī, une montagne légendaire que traverse le Soleil et autour de laquelle gravitent les étoiles, selon l'Avesta, un ensemble de textes sacrés dans le zoroastrisme. Il provient du proto-iranien *Harā Bṛzatī signifiant « montagne rempart » ou « sentinelle élevée ». En effet, *Bṛzatī est la forme féminine de l'adjectif « *bṛzant- », « haut(e) », l'ancêtre de l'actuel persan « boland (بلند) » et de « barz/borz/berazandeh » (« mont »), apparentés au sanskrit « brihat (बृहत्) » ; Harā peut se traduire par « garde, vigie », par la racine indo-européenne *ser-, « protéger ». Harā Bərəzaitī est devenu Harborz en moyen perse, puis Alborz en persan moderne. Il est à rapprocher de l'Elbrouz, point culminant du Caucase, dont le nom est une métathèse. La période d'attribution de ce nom à la chaîne de montagnes iranienne est inconnue mais il est attesté au XIVe siècle par Hamdallah Mustawfi. Aucun nom propre préalable n'est identifié,.

## Géographie

### Situation
L'Elbourz est une chaîne de montagnes qui s'étend sur environ 1 300 kilomètres,, en ceinturant la rive méridionale de la mer Caspienne, principalement en Iran, des frontières avec l'Arménie et l'exclave du Nakhitchevan, au sud de la rivière Araxe, en passant par l'extrémité sud-est de l'Azerbaïdjan, pour son extension occidentale, pratiquement jusqu'aux confins avec le Turkménistan pour son extension orientale. Il couvre ainsi, d'ouest en est, les provinces iraniennes d'Azerbaïdjan oriental, d'Ardabil, de Zandjan, de Guilan, de Qazvin, d'Alborz, de Mazandéran, de Téhéran, de Semnan, du Golestan et du Khorassan septentrional. Il traverse aussi les raïons de Cəlilabad, de Masallı, de Yardımlı, de Lerik, de Lənkəran et d'Astara. Il est bordé par le Petit Caucase au nord-ouest, par le haut-plateau arménien à l'ouest, par le Massif central iranien au sud-ouest, par les monts Aladagh et le Kopet-Dag au nord-est, alors qu'au sud il domine le plateau Iranien,. La plaine côtière avec la mer Caspienne n'excède pas quarante kilomètres et se réduit par endroits à moins d'un kilomètre.

### Topographie

#### Géomorphologie

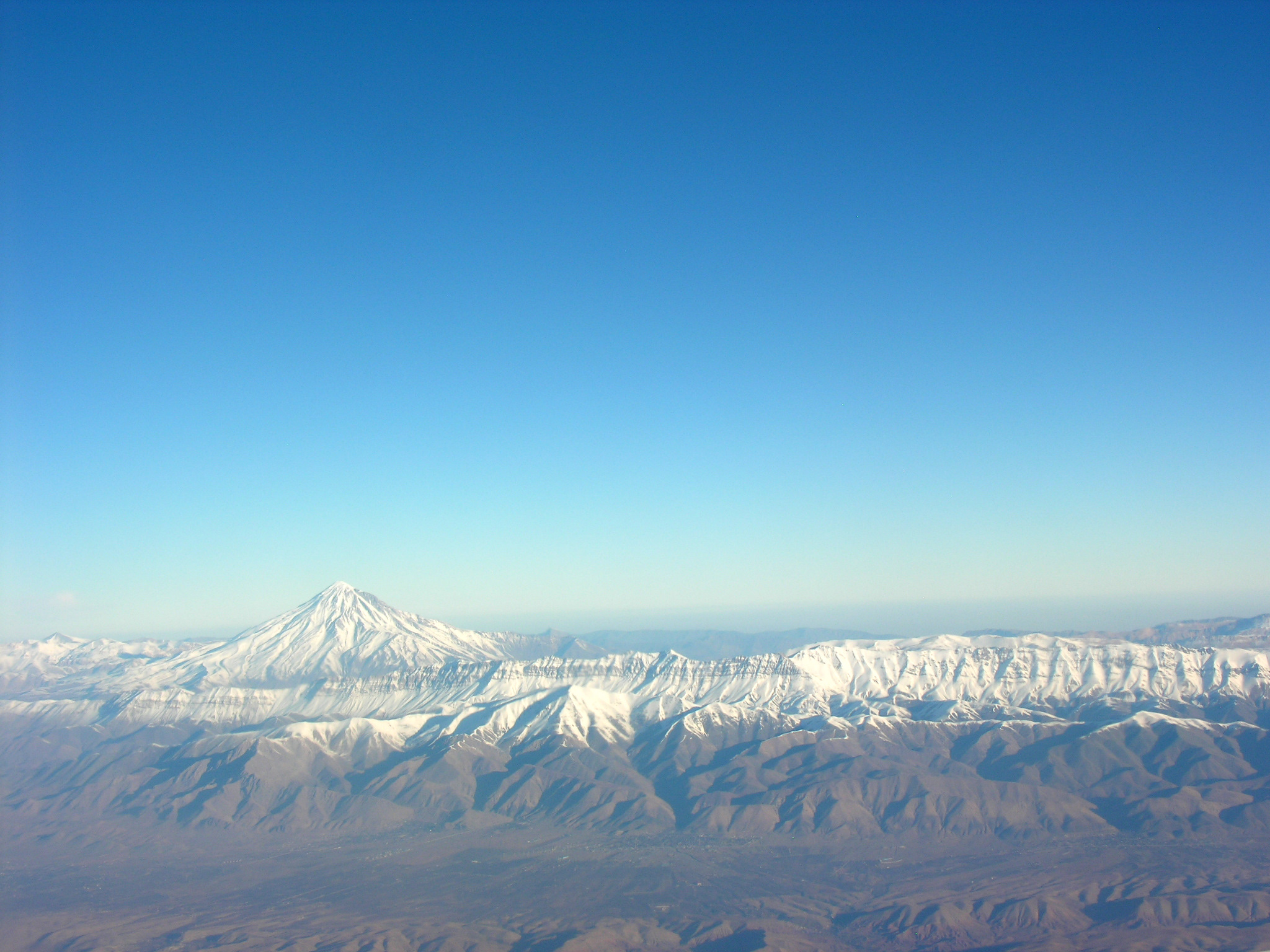
Vue de l'Elbourz central, avec le mont Damavand à gauche, depuis le sud-est, dominant la crête enneigée du Dobrar (4072 m) ; un cône de déjection se devine au débouché de la vallée au centre de l'image.

Le fleuve Sefid Roud, qui se jette dans la mer Caspienne, est le seul cours d'eau traversant l'Elbourz de part en part, en formant une cluse selon un axe sud-ouest - nord-est, près de la ville de Racht. Ses gorges sont de ce fait un important point de passage et séparent la partie occidentale de la chaîne, avec notamment les monts Talych, de sa partie centrale. Cette dernière s'étend sur 400 kilomètres et n'excède pas 120 kilomètres de large,,. Elle présente de nombreuses vallées encaissées : le col Kandevan relie celle du fleuve Chalus au nord à celle de la rivière Karaj au sud, tandis que le col Gaduk relie la vallée du fleuve Talar au nord-est à celle de la rivière Hableh Roud au sud-ouest. Le mont Damavand, point culminant de la chaîne à 5 610 mètres d'altitude, se trouve à mi-distance entre ces deux cols, à 75 kilomètres d'un côté et de l'autre à vol d'oiseau ; entre les deux, la crête axiale descend rarement en dessous de 3 500 mètres. En dehors de ce volcan topographiquement isolé, les plus hauts sommets de l'Elbourz central, dont l'Alam Kuh à 4 850 mètres d'altitude,, se trouvent dans le massif de Takht-e Soleyman, à un nœud orographique au nord-ouest du col Kandevan. Au sud-ouest de ce massif, entre les vallées d'Alamut et de Taléghan, qui constituent deux branches du Sefid Roud parallèles à l'axe des crêtes principales, se trouve le Kuh-e Alborz, à 4 056 mètres d'altitude. Le Tochal domine Téhéran, située à une altitude moyenne de 1 300 mètres, de ses 3 942 mètres. La chaîne s'élargit dans sa partie nord-ouest. À l'opposé, à l'est du fleuve Tajan, l'Elbourz oriental, appelé pour tout ou partie Shah Kuh, du nom de son plus haut massif,, s'étend sur 300 kilomètres de long pour 50 à 70 kilomètres de large, selon un axe ouest-sud-ouest - est-nord-est. Il se compose de chaînons imbriqués culminant à 3 767 mètres, avec une altitude qui décroît nettement vers l'est, séparés par quelques cols relativement peu élevés.
Dominant les −29 mètres d'altitude de la mer Caspienne, les versants septentrionaux sont plus abrupts et ont un relief plus acéré que les versants méridionaux bordés par le plateau Iranien et ses 1 500 mètres en moyenne,,,. La partie frontale de la chaîne, par rapport à la Caspienne, est relativement régulière, tandis que l'Anti-Elbourz, au sud, présente des chaînons discontinus,. Les rivières du versant méridional ont laissé à leur débouché sur le plateau Iranien d'importants cônes de déjection.

Coupe altimétrique de Téhéran à la mer Caspienne.
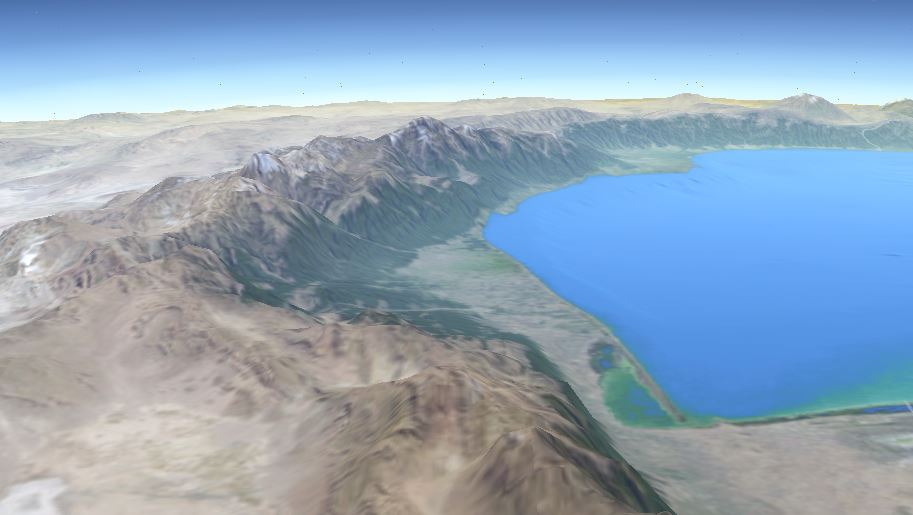
Image de synthèse de la chaîne de l'Elbourz en direction de l'ouest, avec la mer Caspienne à droite.

#### Principaux sommets

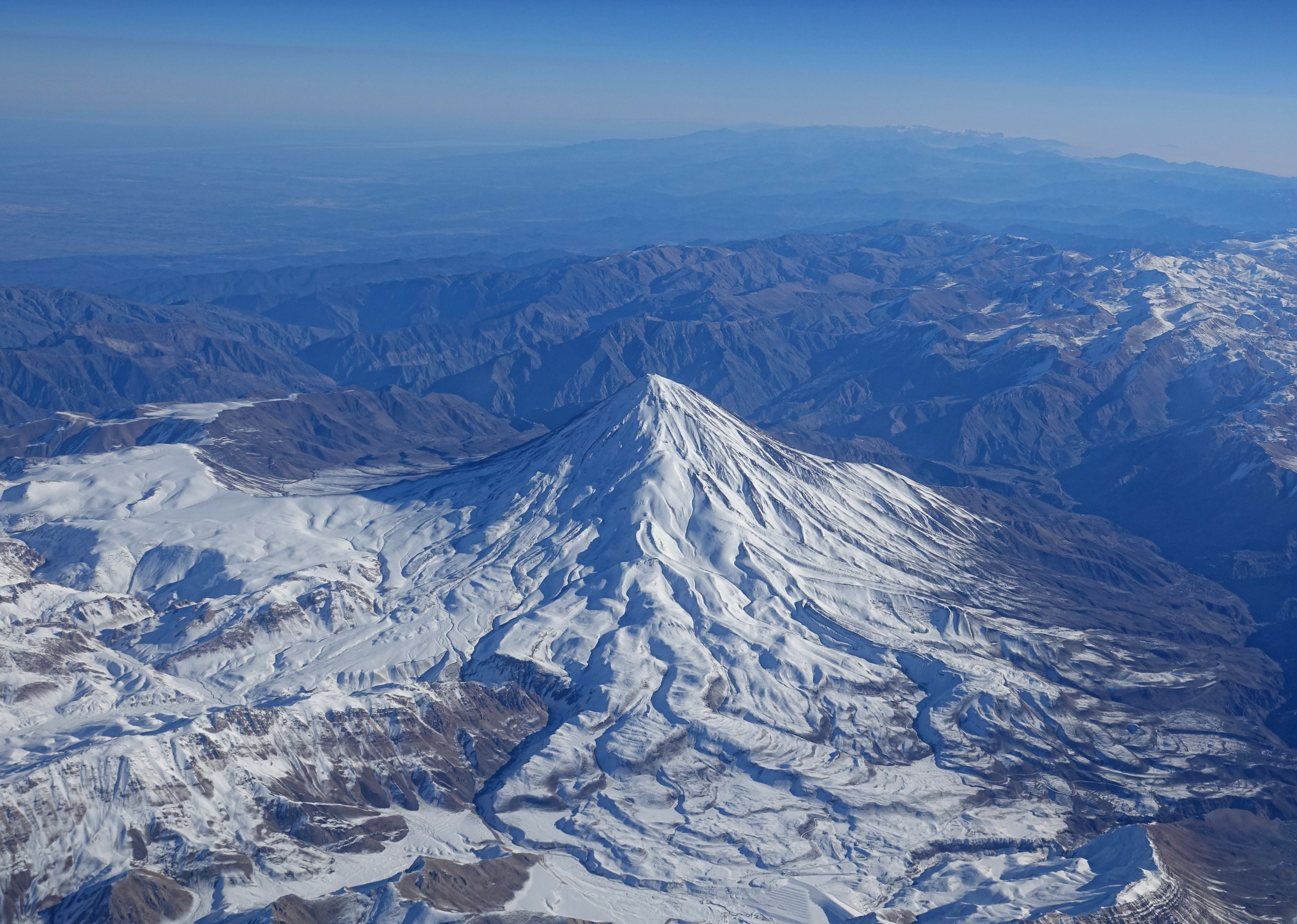
Vue aérienne du mont Damavand depuis le sud-ouest.

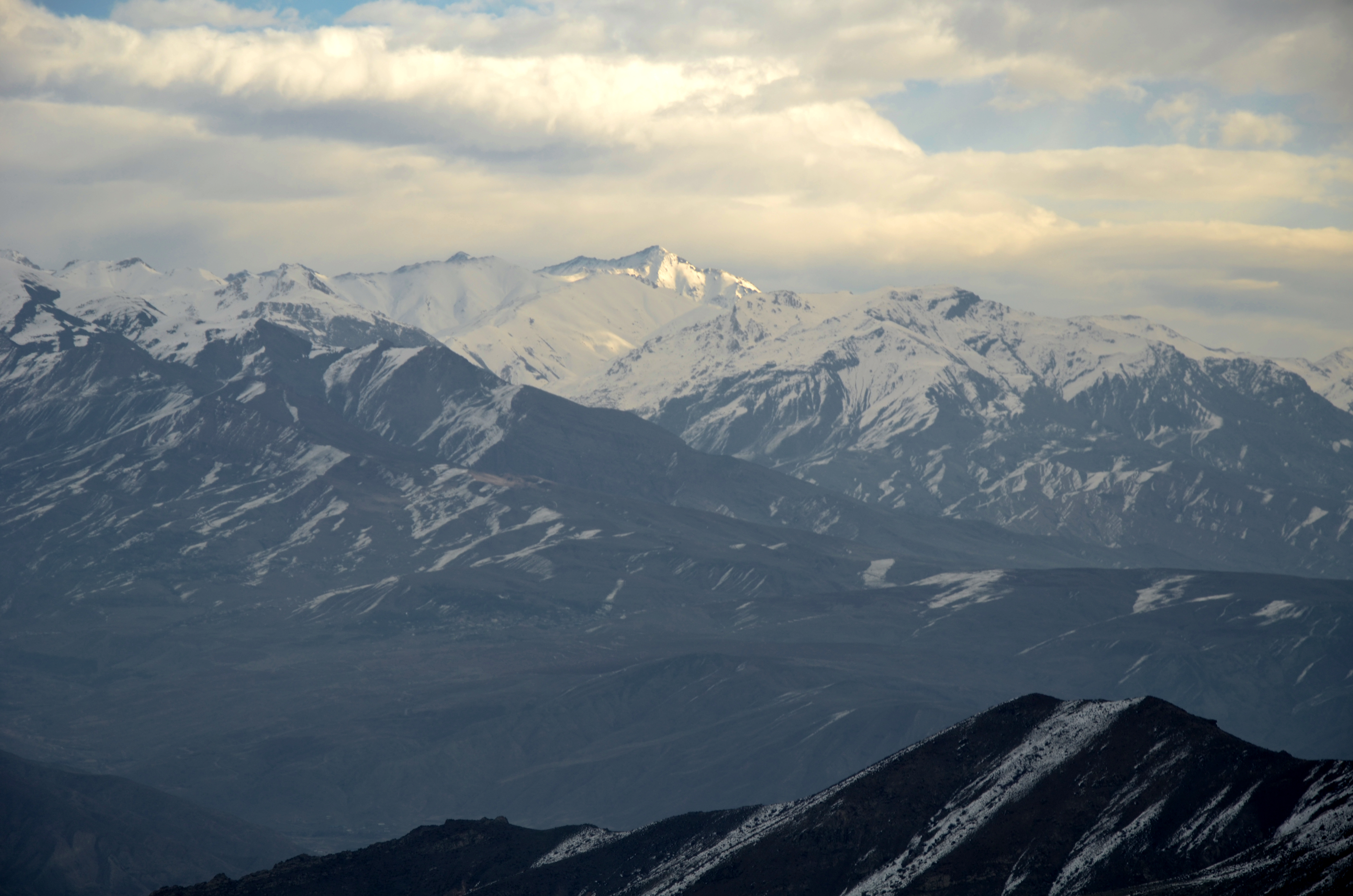
Vue de l'Alam Kuh depuis l'ouest.

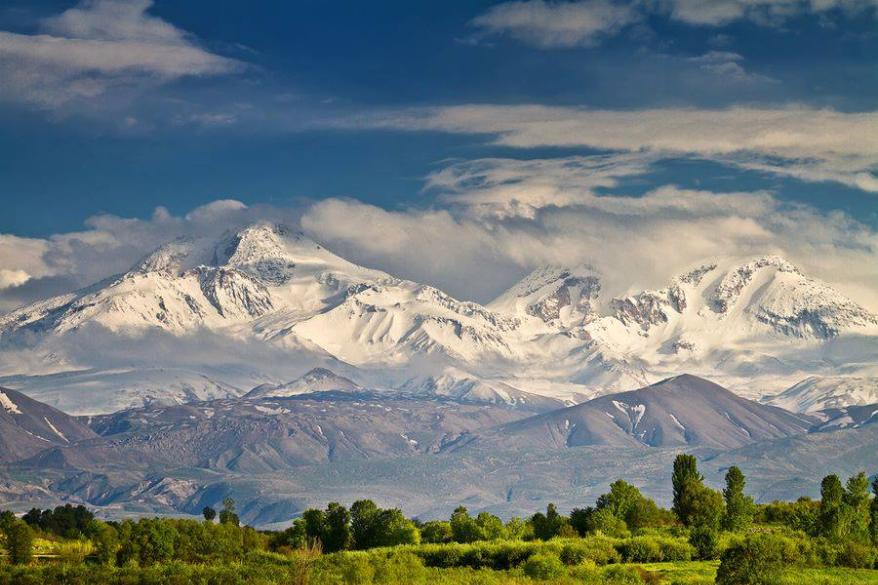
Vue du Savalan.

Les sommets les plus élevés de l'Elbourz sont (par altitude décroissante), :
- le mont Damavand, 5 610 m ;
- l'Alam Kuh, 4 850 m ;
- le Savalan, 4 811 m ;
- le Shākhak, 4 795 m ;
- le Khersān, 4 680 m ;
- le mont Takht-e Soleyman, 4 659 m ;
- le Siāh-Sang, 4 604 m ;
- le Heram, 4 587 m ;
- le Marji-Kesh, 4 580 m ;
- le Kasrā, 4 577 m ;
- le Haft-Khān, 4 537 m ;
- le Chāloun, 4 516 m ;
- le Siāh-Goog, 4 500 m ;
- le Siāh-Kamān, 4 472 m ;
- le Mish-Chāl, 4 470 m ;
- le Shāneh Kuh, 4 465 m ;
- le Rostam-Nisht, 4 426 m ;
- le Kāloo, 4 412 m ;
- le Gardoon Kuh, 4 402 m ;
- le Ghobi, 4 399 m ;
- le Kalāch-Band, 4 392 m ;
- le Menār, 4 378 m ;
- le Kholeno, 4 375 m ;
- l'Azād Kuh, 4 355 m.

Sept sommets sont ultra-proéminents (par proéminence décroissante) :
- le mont Damavand, 4 667 m ;
- le Savalan, 3 283 m ;
- le Kuh-e Shāhvār, 1 881 m ;
- l'Alam Kuh, 1 827 m ;
- le Kuh-e Aq Dagh, 1 625 m ;
- le Kuh-e Nozva, 1 510 m ;
- le Kiyamaki Dagh, 1 500 m.

### Hydrographie
L'Elbourz est partagé presque intégralement entre deux bassins versants : le bassin aralo-caspien au nord et le bassin du plateau central iranien au sud ; à l'extrémité ouest, la plaine traversée par l'Aji Chay entre le Savalan et le Bozgouch vers Tabriz appartient au bassin du lac d'Ourmia. Toutes les eaux s'écoulant dans la chaîne sont donc endoréiques. Dans l'Elbourz central, la ligne de partage des eaux principale, séparant le bassin de la mer Caspienne du plateau Iranien, a généralement la particularité de passer non pas par la crête axiale de la chaîne mais le long de l'Anti-Elbourz. Hormis l'Araxe, qui longe la chaîne à son extrémité nord-ouest, et le Sefid Roud qui la traverse de part en part entre ses parties occidentale et centrale, le réseau hydrographique vers le nord est généralement constitué de fleuves côtiers. Vers le sud, les cours d'eau se partagent entre le lac Namak à l'ouest et le Dacht-e Kavir à l'est.

Carte du bassin aralo-caspien et de ses sous-bassins principaux en Iran.
Carte du bassin du lac d'Ourmia.
Carte du bassin du plateau central iranien et de ses sous-bassins principaux.

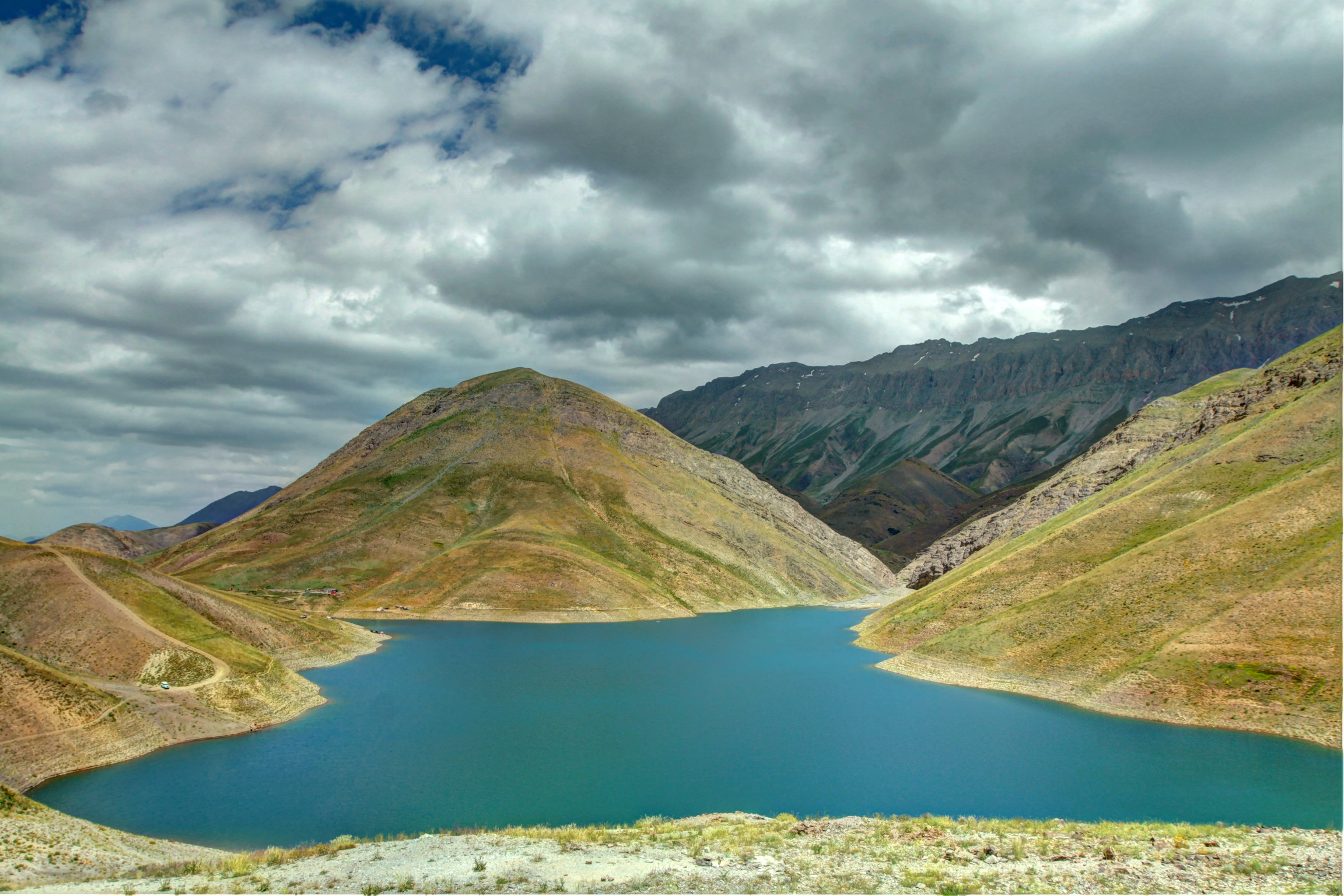
Vue du lac Tar.

Le lac Neor, dans les monts Talych, est le plus grand lac naturel de l'Elbourz. Situé à 2 500 mètres d'altitude, c'est un lac d'eau douce d'origine glaciaire peu profond, au niveau variable et d'une superficie maximale de 4 km2. Les glissements de terrain sont un facteur majeur de formation de lacs de montagne dans la chaîne ; parmi eux, les lacs Valasht, Chort, Shoormast, Evan, Tar, Havir et Imamzadeh-Ali. Les séismes sont souvent des éléments déclencheurs de ces glissements de terrain. La rupture des barrages naturels constitue un risque pour les populations en aval

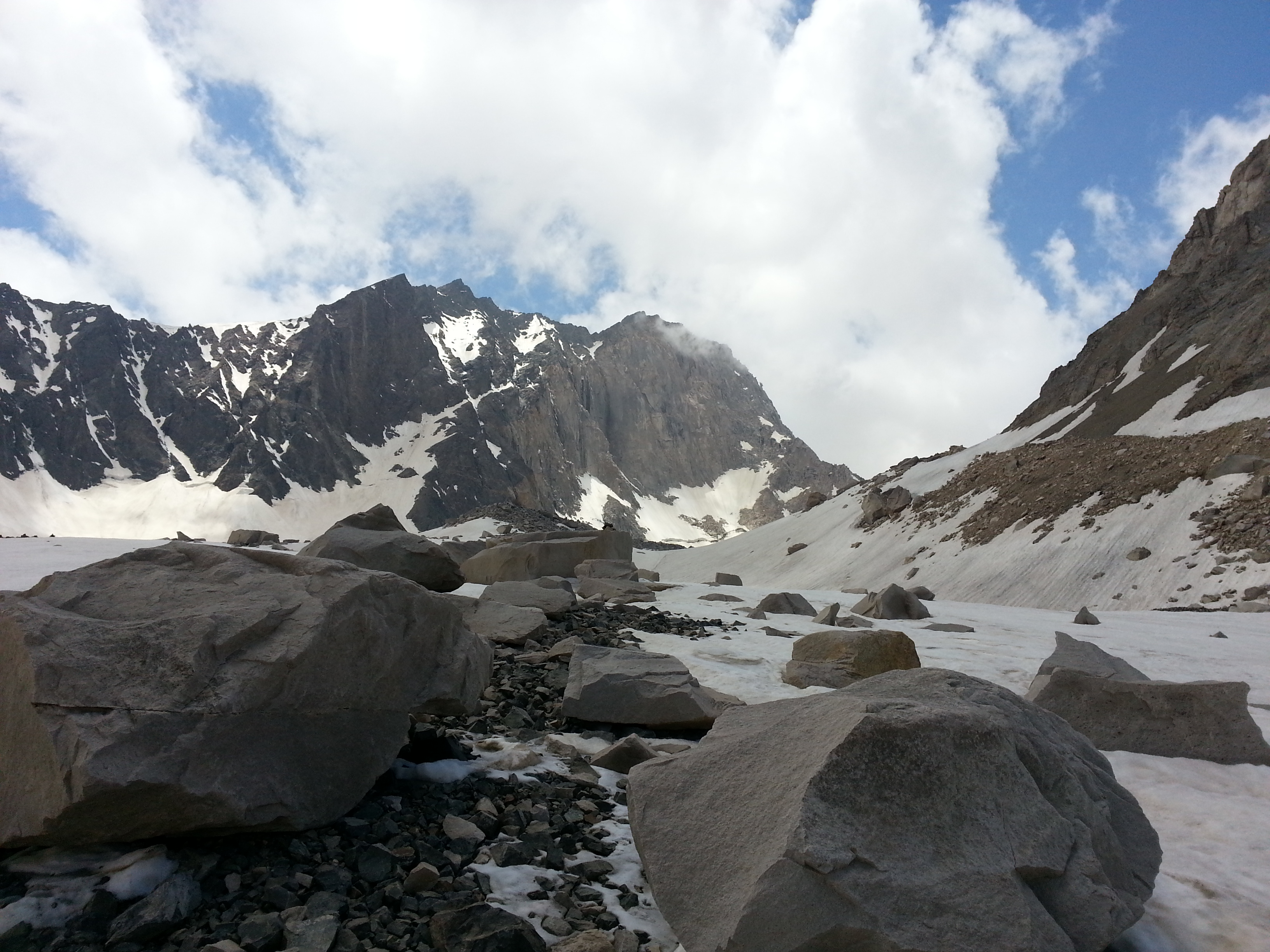
Vue d'un glacier parsemé de débris rocheux au pied de l'Alam Kuh dans le massif de Takht-e Soleyman.

L'Elbourz abrite trois des cinq régions glaciaires d'Iran (les deux autres étant dans les monts Zagros). Des glaciers sont présents sur les versants nord et est du mont Damavand (glaciers Siuleh, Dubi-sel, Speleh, Khurtabsar et Yakhar), dans le massif de Takht-e Soleyman (glaciers Septentrional — formé par les glaciers Alamchal, Patakht, Takht-e Soleyman — Occidental, Haft-Khan, Khersan et Merjikesh) où ils constituent un champ de glace relativement étendu (7,5 km2),, et sur le Savalan (glaciers Septentrional, Herame-kasra, Herame-kasra Sud-Est et Méridional). En raison de la pente et d'un étage nival plus élevé, l'épaisseur des glaciers sur le mont Damavand, inférieure à vingt mètres, est moindre que dans le massif du Takht-e Soleyman, où elle peut atteindre cinquante à quatre-vingts mètres. De plus, les fronts glaciaires n'y descendent pas en dessous de 3 900 mètres alors qu'ils se situent entre 3 600 et 4 100 mètres d'altitude dans le massif de Takht-e Soleyman et sur le Savalan. Les langues glaciaires sont souvent couvertes par une épaisse couche de débris rocheux. Des pénitents de neige se forment dans les zones sommitales du Damavand et du Savalan. Ces glaciers sont une importante réserve d'eau pour le Nord de l'Iran.

### Géologie
À la fin du Trias, le microcontinent Cimmeria entre en collision avec Laurasia et l'océan Paléotéthys se referme. Si la collision continentale est précédée par une subduction dans la région des monts Aladagh, au nord-est, celle-ci est plus incertaine dans l'Elbourz. Elle semble grandement dictée par la géomorphologie irrégulière de la marge continentale de Laurasia : présence de terranes préalables ou d'un bloc surélevé, de prismes d'accrétion, de bassins d'arrière-arc et de failles. La marge continentale présente toutefois déjà l'orientation ouest-est qui caractérise actuellement l'Elbourz. L'accrétion des terranes, composés de séries de roches sédimentaires datant du Précambrien au Trias moyen, entraîne l'orogenèse cimmérienne.
Sur la bordure septentrionale de l'Elbourz central, les strates supérieures de roches principalement carbonatées, produites dans une mer peu profonde après le Dévonien, sont partiellement recouvertes par la formation de Shemshak, composée de roches essentiellement siliciclastiques (majoritairement des grès) accumulées dans un bassin d'avant-pays de la fin du Trias au Jurassique. Des basaltes également jurassiques sont présents sur la bordure méridionale. La zone de suture est en revanche bien visible dans l'Elbourz oriental, au sud de Gorgan, où la formation de Shemshak, des calcaires crétacés fortement plissés et des conglomérats paléocènes recouvrent avec une discordance prononcée des stacks de schistes d'âge paléozoïque. Dans l'Elbourz occidental, le complexe de Shanderman est une nappe de charriage de roches carbonifères de type éclogite probablement issues de fragments de croûte continentale varisque au niveau de la Transcaucasie et subductées. Des roches métamorphiques, principalement de l'ardoise, ainsi que de la phyllite et des gneiss, avec des intrusions de granite, de diorite et de gabbro, y sont également présentes, en partie recouvertes par la formation de Shemshak.
La collision continentale reprend avant le début du Cénozoïque avec la fermeture de l'océan Néo-Téthys et le rapprochement de la plaque arabique vers la plaque eurasiatique,,, en lien avec l'orogenèse alpine. Ainsi, à la fin du Crétacé, une importante compression d'arrière-arc affecte l'Elbourz, en particulier sa partie méridionale, en lien avec une double subduction de la Néo-Téthys et de sa mer de Nain-Baft, correspondant à la formation du Massif central iranien et des monts Zagros,. À l'Éocène, une phase d'extension tectonique engendre un arc volcanique ; l'émission des roches volcaniques de la formation de Karaj, qui surmonte en particulier les conglomérats de l'Elbourz occidental, dépasse 3 000 mètres dans la partie méridionale des monts Talych et perd en épaisseur vers l'est et le nord,,. Il se produit également une exhumation des roches en domaine extensif,,. Celle-ci ralentit fortement au cours de l'Oligocène. Les bassins sédimentaires intermontagneux de Taléghan et d'Alamut se mettent en place en lien avec la formation lagunaire à lacustre de Qom dans l'actuel Iran central. Un nouvel épisode de compression est identifié au Néogène-Quaternaire. L'exhumation reprend, hormis une pause à la fin du Miocène, alors que la vitesse de convergence tectonique reste constante. Elle pourrait avoir pour facteurs déterminants une différence dans l'angle de convergence des plaques ou un changement climatique lié à l'isolement de la mer Caspienne et un abaissement de son niveau de base d'une cinquantaine de mètres. Différents processus de sédimentation sont associés à cet épisode compressif : en milieu continental dans l'Elbourz occidental, en milieu marin peu profond ou littoral sur la bordure méridionale avec des gypses et des débris calcaires,,. En dernier lieu, des alluvions quaternaires comblent les dépressions sur les piémonts.

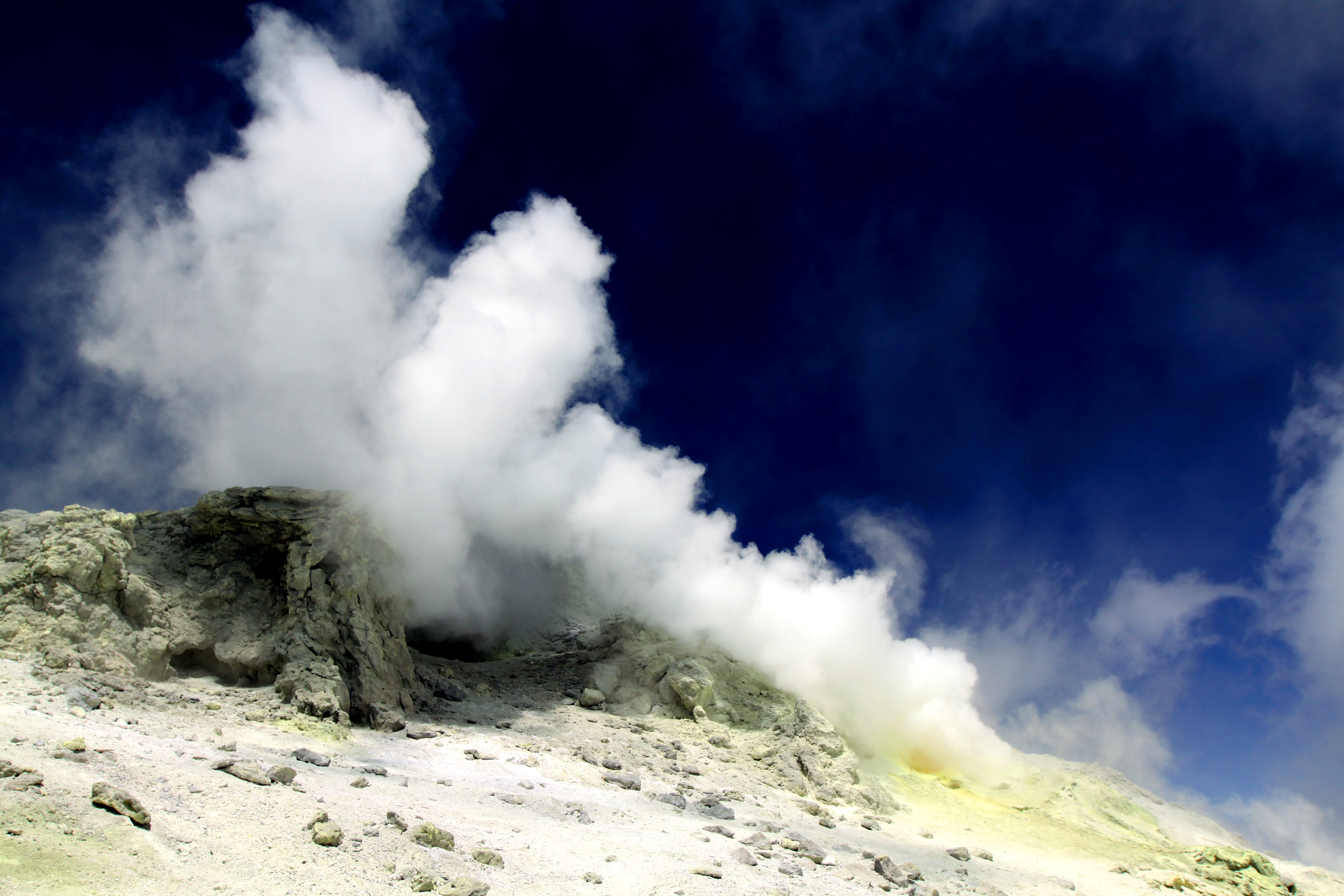
Vue de fumerolles et de dépôts de soufre sur le mont Damavand.

L'Elbourz absorbe actuellement 30 à 40 % de la convergence entre les deux plaques, qui s'élève à près de 22 mm/an,,. La collision se traduit généralement par un chevauchement dans l'Elbourz central, et par des décrochements sénestres dans les parties occidentale et orientale, de la chaîne, avec des failles respectivement ouest-nord-ouest et est-nord-est. Les monts Talych font exception avec un plissement nord-sud sur leur frange orientale. L'épaississement crustal, de l'ordre de 35 kilomètres, est anormalement faible pour une chaîne de montagnes des dimensions de l'Elbourz,, impliquant une racine peu profonde et une asthénosphère relativement superficielle.
Le mont Damavand est un volcan dont le cône actuel, âgé de 600 000 ans, présente un volume de trachy-andésite de plus de 400 km3 ; il repose sur les vestiges d'un cône plus ancien qui pourrait dater de près de 1,8 Ma. Dominant l'Elbourz central, son origine semble toutefois indépendante de l'orogenèse de la chaîne. Il pourrait être lié à un point chaud en lien avec une délamination lithosphérique sous l'effet d'un panache magmatique.
Les glaciations ont été relativement importantes dans l'Elbourz au Quaternaire et l'érosion associée a laissé des cirques, de larges vallées en auge et des gorges épigénétiques, c'est-à-dire surcreusées dans les sédiments fluvio-glaciaires.

Carte géologique de l'Elbourz.
Quaternaire
Roches volcaniques de l'Éocène (formation de Karaj)
Mélange ophiolitique et associations du Crétacé
Successions du Jurassique moyen au Néogène
Intrusions
Groupe de Shemshak métamorphisé
Groupe de Shemshak
Précambrien à Trias moyen de l'Iran central
Précambrien à Trias moyen de l'avant-pays de l'Elbourz
Unités déformées antérieures au Trias supérieur
Sédiments métamorphisés anté-jurassiques de l'Elbourz
Formation métamorphique paléozoïque de Torud
Complexes métamorphiques de Shanderman et Gasht
Unités du Paléozoïque supérieur de Turan

### Climat

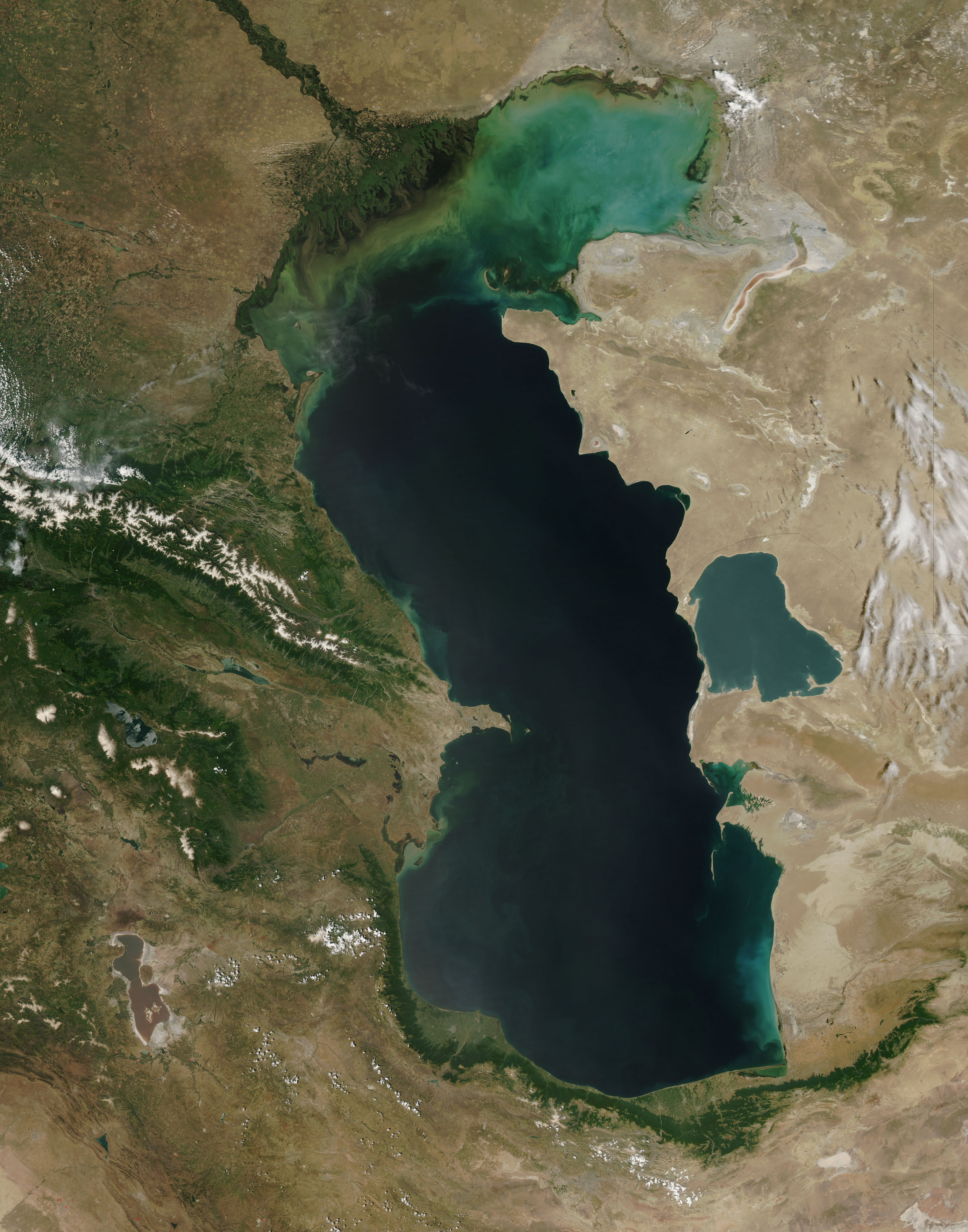
Vue satellite de la mer Caspienne avec, au sud, le liseré vert correspondant aux versants septentrionaux de l'Elbourz.

Le climat dans la chaîne présente une asymétrie prononcée. Les versants septentrionaux sont généralement soumis à des masses d'air chargées d'humidité en provenance de la mer Caspienne,,,. Elles sont influencées par l'anticyclone de Sibérie, surtout actif en hiver. Les versants méridionaux sont sous l'influence de l'anticyclone subtropical dont l'air est asséché par son passage au-dessus du plateau Iranien.
Dans l'Elbourz occidental et central, les versants septentrionaux sont soumis à un régime pluviométrique sub-humide à per-humide ; ils reçoivent plus de 1 000 mm par an sur les piémonts et jusqu'à 1 800 mm à moyenne altitude et au pied des monts Talych,,,. Les précipitations y ont lieu tout au long de l'année, un maximum survenant en début d'automne,, lorsque la mer est encore chaude, avec par exemple plus de 300 mm en septembre et en octobre à Bandar-e Anzali. Dans cette partie du Guilan proche des gorges du Sefid Roud, les masses d'air sont en contact direct et provoquent un front météorologique instable. Un second pic moins prononcé s'observe autour du mois de mars ; il s'explique en partie, notamment sur le versant sud-ouest, par des perturbations venues de la mer Méditerranée. En hiver, les précipitations se produisent sous forme de neige et apportent un important manteau neigeux. Entre 3 000 et 4 000 mètres d'altitude, il fond toutefois en une quinzaine de jours, laissant place à des processus périglaciaires,. La circulation atmosphérique se faisant généralement du nord-ouest au sud-est en été et du nord-est au sud-ouest en hiver,, elle est en grande partie bloquée par les crêtes orientées perpendiculairement, ainsi que par le climat continental plus stable et plus sec qui règne au-dessus de 2 200 à 2 500 mètres d'altitude,. Cette circulation atmosphérique hivernale, lorsque les pluies sont les plus propices, explique le gradient pluviométrique croissant de l'est vers l'ouest, là où la surface maritime parcourue est la plus importante. Au cœur de l'Elbourz central, la période la plus arrosée est le début du printemps mais, du mois de juin au mois de septembre, les orages parviennent difficilement jusqu'au fond des vallées et la sécheresse s'installe,. Il pleut en moyenne 400 mm par an dans ces régions. Au sud de la chaîne, le phénomène d'ombre pluviométrique tend à abaisser les précipitations à 280 voire 250 mm, avec de grandes variations saisonnières et annuelles,. Au barrage de Latyan, dans une vallée au nord-est de Téhéran, la distribution des précipitations ressemble encore à celle des altitudes les plus élevées, mais la sécheresse est plus étalée dans le temps et le régime pluviométrique est semi-aride. Dans la capitale, aride, il tombe mensuellement 40 à 50 mm de décembre à avril mais la sécheresse sévit tout le reste de l'année, avec les mois de juillet à août généralement dépourvus de pluie. Dans l'Elbourz oriental, les précipitations sont moindres que dans le reste de la chaîne et l'aridité se fait sentir jusqu'au versant septentrional, en dehors de quelques îlots humides sur les chaînons les plus élevés. Le pic de précipitations y survient en mars avec 70 à 90 mm, pourtant Gorgan connaît la sécheresse de juin à septembre et à Gonbad-e Qabous, encore plus à l'est, elle perdure environ de mi-avril à octobre ; annuellement, il y tombe respectivement près de 600 et 300 mm.
La température annuelle moyenne est de 14 °C au niveau de la mer au nord et de 15 à 18 °C, avec des hivers froids, en bordure du plateau Iranien au sud. Sur les versants septentrionaux, le climat est tempéré. De Bandar-e Anzali à l'ouest jusqu'à Gorgan à l'est, les températures croissent légèrement mais restent relativement homogènes : les moyennes mensuelles sont comprises entre 6 et 9 °C en hiver et entre 25 et 28 °C environ en été. Les minimales moyennes sont de 3 à 4 °C et les maximales moyennes sont de 29 à 33 °C,. Durant l'été, une couche d'inversion de température se met en place, maintenant une mer de nuages pendant plusieurs semaines sur le bassin caspien et limitant l'amplitude thermique. À Gonbad-e Qabous, l'amplitude entre l'hiver et l'été est plus importante, avec respectivement 1 °C et 36 °C. Au cœur de l'Elbourz central, à 2 200 mètres d'altitude, les moyennes mensuelles estivales sont comprises entre 17 et 18 °C avec des maximales moyennes à 26 °C. L'hiver, les disparités sont plus importantes selon la position par rapport à la ligne de crête principale : au nord, si les minimales atteignent −7 °C, les moyennes mensuelles restent toutefois légèrement positives ; au sud, en revanche, les moyennes sont négatives de décembre jusqu'à mars et les minimales descendent jusqu'à −13 °C. Ce climat froid en hiver se ressent fortement sur les versants méridionaux, notamment à Téhéran, où les moyennes mensuelles sont de 5 °C en hiver et les minimales moyennes de 0 °C, alors que l'été les températures grimpent en moyenne à 30 °C avec des maximales de 36 °C.

### Écosystèmes
L'Elbourz est partagé entre deux écorégions : les forêts mixtes hyrcaniennes de la Caspienne sur le versant septentrional et la steppe boisée de l'Elbourz sur le versant méridional.
La rapidité de la fonte du manteau neigeux à l'étage périglaciaire et l'apport en eau très bref limitent fortement dans le temps le phénomène de solifluxion. De plus, la sécheresse ralentit la météorisation de la roche-mère. Ainsi, les zones de formation d'un sol évolué sont rares, à l'exception des vallées latérales des versants méridionaux et des colluvions argileuses des versants septentrionaux humides.

Carte de localisation des forêts mixtes hyrcaniennes de la Caspienne.
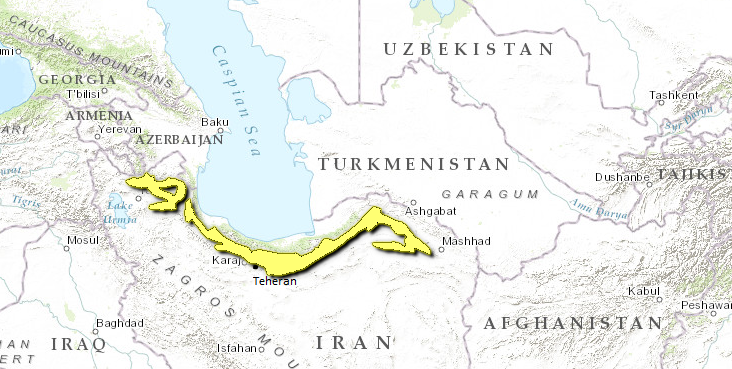
Carte de localisation de la steppe boisée de l'Elbourz.

#### Flore

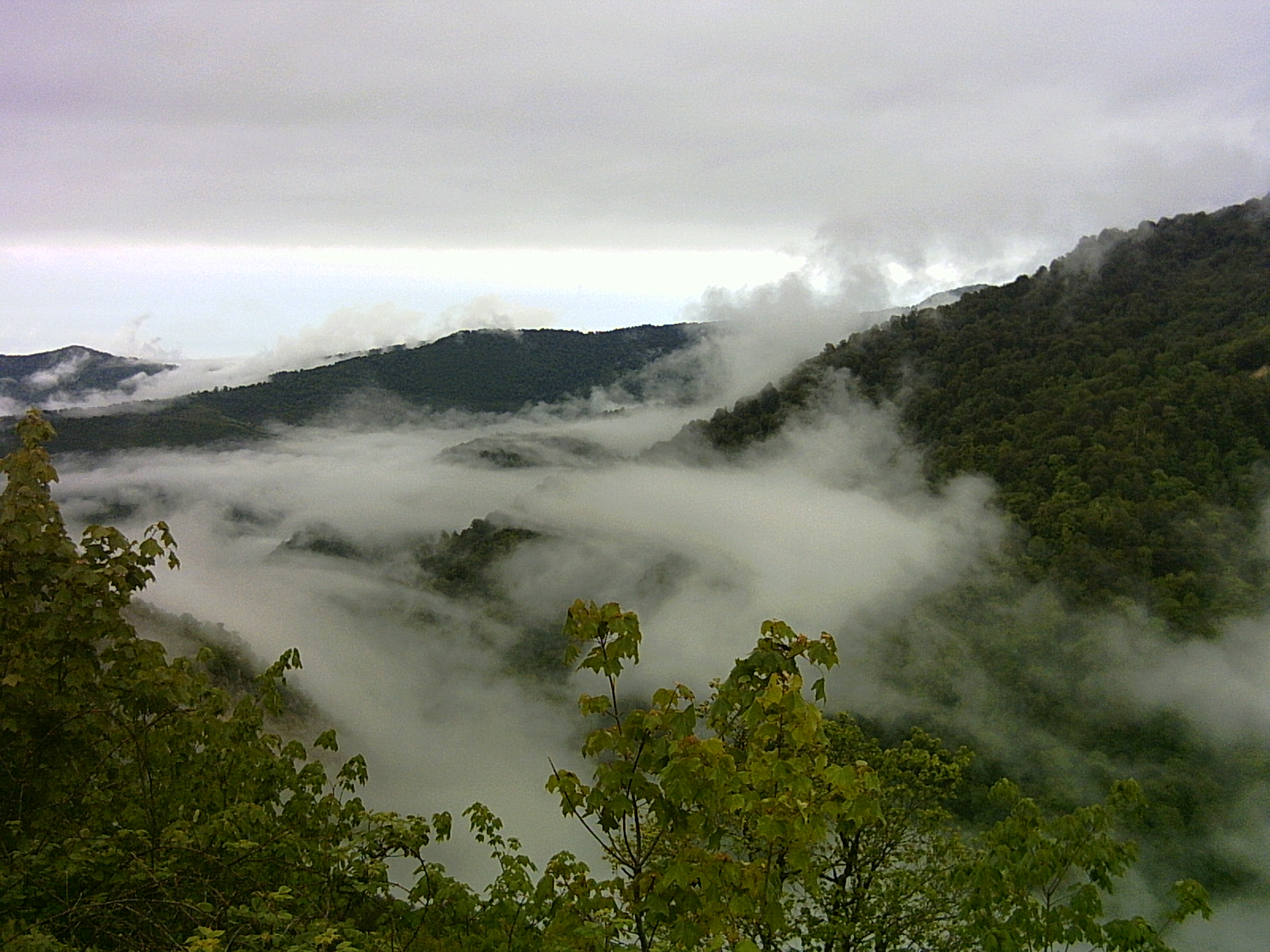
Vue de la forêt hyrcanienne dans l'Elbourz central.

L'écorégion des forêts mixtes hyrcaniennes est constituée par plusieurs étages de végétation,. Sur les piémonts jusqu'à 500 à 1 000 mètres se trouve une épaisse forêt relictuelle fragmentée d'âge tertiaire constituée notamment du Chêne à feuilles de châtaignier (Quercus castaneifolia), de l'Orme du Caucase (Zelkova carpinifolia), du Parrotie de Perse (Parrotia persica), de l'Arbre à soie (Albizia julibrissin),, du Ptérocaryer du Caucase (Pterocarya fraxinifolia), du Févier de la Caspienne (Gleditsia caspica), du Buis commun (Buxus sempervirens), du Laurier d'Alexandrie (Danae racemosa), du Plaqueminier lotier (Diospyros lotus), du Houx commun (Ilex aquifolium) et du Fragon d'Hyrcanie (Ruscus hyrcanus). Entre 1 000 et 2 000 à 2 200 mètres se trouve la forêt de montagne caspienne, domaine du Hêtre d'Orient (Fagus orientalis),. Il est accompagné de l'Érable d'Asie (Acer velutinum) et de l'Érable de Cappadoce (Acer cappadocicum) ; dans l'Elbourz oriental plus sec, il est remplacé par le Charme commun (Carpinus betulus) et l'Aulne du Caucase (Alnus subcordata). Une végétation méditerranéenne parvient à survivre dans les vallées les plus sèches ou les mieux abritées, à l'instar du Cyprès sempervirent (Cupressus sempervirens), et de l'Olivier (Olea europaea) dans la vallée du Sefid Roud, ou encore du Thuya de Chine (Platycladus orientalis) dans l'Elbourz oriental. La forêt subhumide du Chêne de Perse (Quercus macranthera), et du Charme d'Orient (Carpinus orientalis) se trouve de manière discontinue entre 1 800 et 2 500 mètres. Elle est caractérisée par une croissance lente en raison de précipitations plus faibles, de vents violents, du froid plus intense et de sols plus pauvres. Au-delà se rencontrent les pelouses alpines avec des plantes herbacées voire xérophiles.

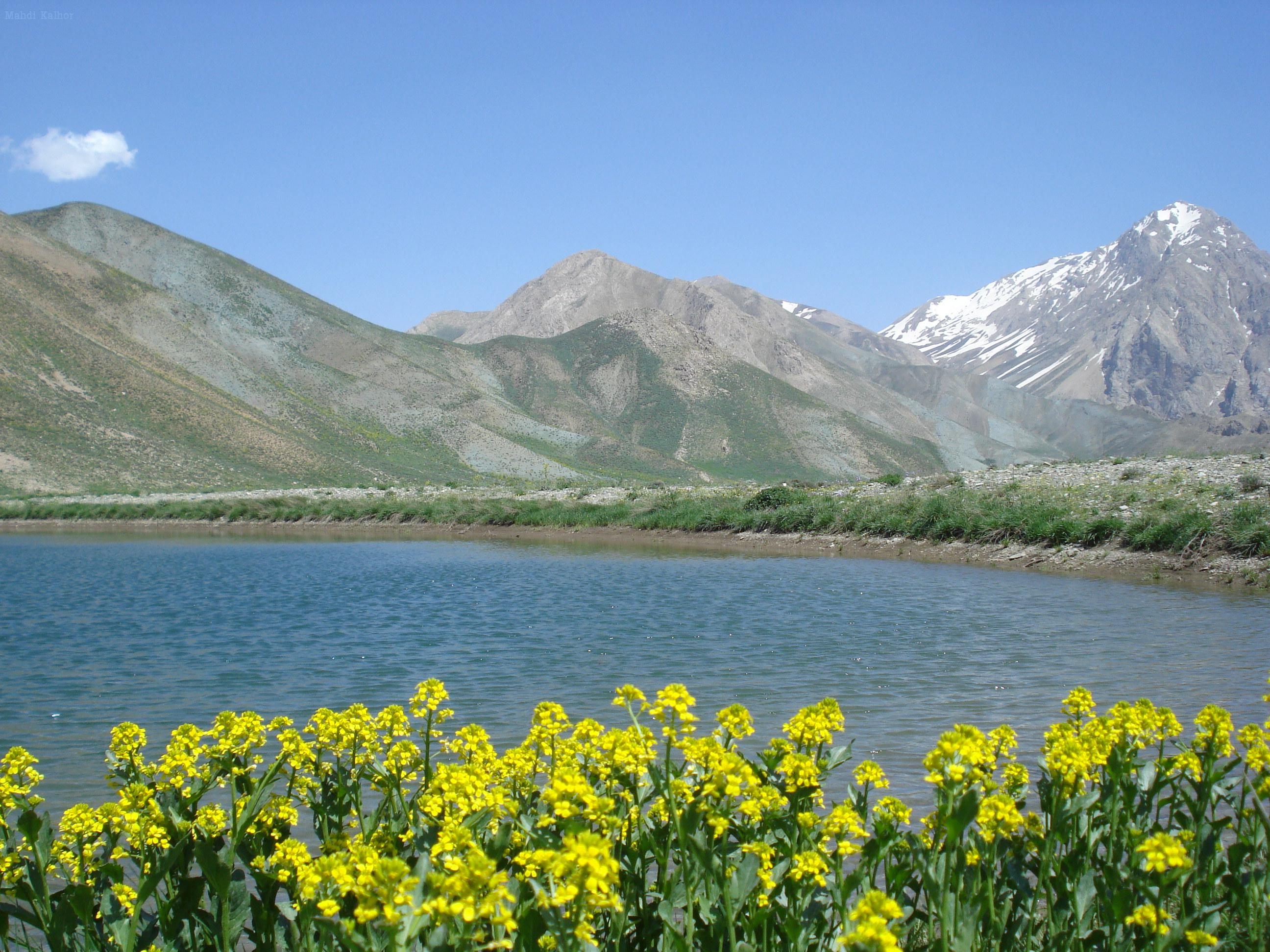
Vue dans le parc national de Lar avec des astragales au premier plan.

Sur les versants méridionaux, la steppe est dominée par des espèces d'astragale (Astragalus) et d'armoise (Artemisia) avec quelques fourrés dans les ravines. Initialement cantonnée au plateau Iranien, elle grignote progressivement l'étage situé entre 1 300 et 1 800 mètres jusque-là constitué par le Pistachier mutique (Pistacia atlantica subsp. mutica), l'Amandier commun (Prunus dulcis) et des aubépines (Crataegus sp.), ainsi que l'étage de 1 800 à 3 000 mètres caractérisé par des peuplements peu denses de Genévrier grec (Juniperus excelsa),. Ces forêts sèches ont été fortement dégradées par le surpâturage et le déboisement, en particulier pour la fabrication de charbon de bois,, de bois de construction et de bois de chauffage.

Carte des étages de végétation dans l'Elbourz central.
Précipitations en millimètres
Forêt hyrcanienne
Forêt montagnarde de hêtre
Forêt montagnarde de charme
Forêt subhumide du chêne de Perse
Forêts de cyprès et de thuya
Étages alpin et nival
Steppe et forêt relictuelle de genévrier
Steppe et forêt relictuelle de pistachier et amandier
Steppe à astragale et armoise
Zone désertique

#### Faune

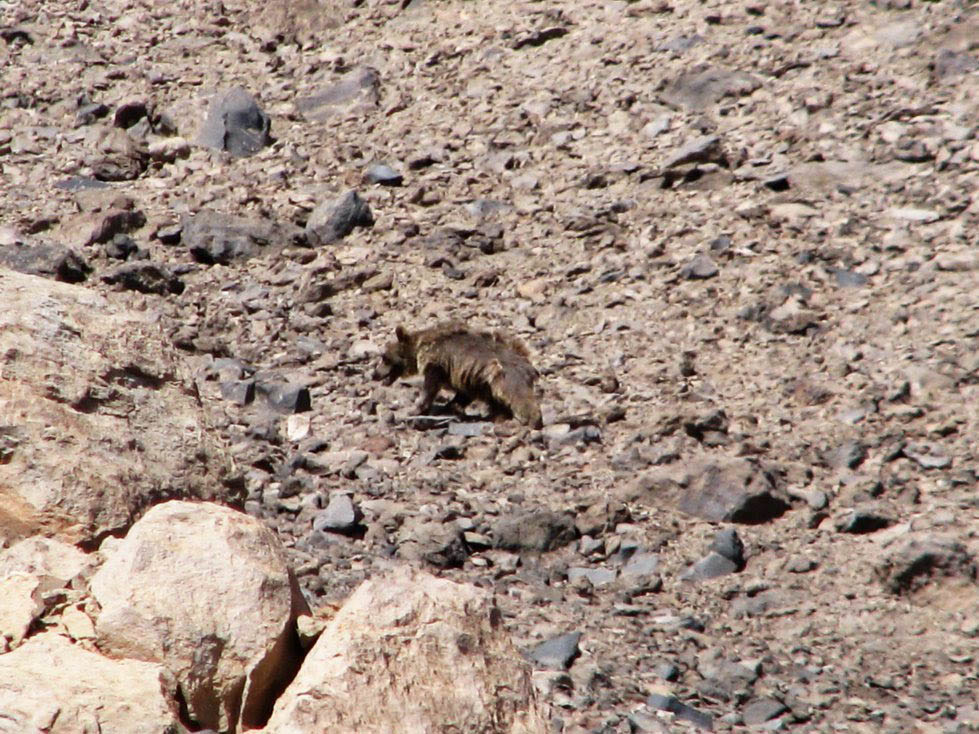
Vue d'un Ours brun de Syrie à 4800 mètres d'altitude sur le versant nord-est du mont Damavand.

Le Tigre de la Caspienne (Panthera tigris virgata) a longtemps constitué l'animal emblématique des forêts mixtes hyrcaniennes de la Caspienne, jusqu'à son éradication complète à la fin du XXe siècle,. La Panthère de Perse (Panthera pardus saxicolor), le Lynx du Caucase (Lynx lynx dinniki), et le Chat de jungle (Felis chaus) y subsistent parmi les félins. Les autres mammifères de cette écorégion sont représentés notamment par l'Ours brun de Syrie (Ursus arctos syriacus), le Sanglier d'Eurasie (Sus scrofa),, le Loup des Indes (Canis indica), le Chacal doré (Canis aureus), le Blaireau européen (Meles meles) et la Loutre d'Europe (Lutra lutra). Le Mouflon rouge de l'Elbourz (Ovis gmelini × vignei), le Cerf élaphe (Cervus elaphus), le Chevreuil européen (Capreolus capreolus),, la Chèvre sauvage (Capra aegagrus aegagrus), la Gazelle à goitre (Gazella subgutturosa), le Renard roux (Vulpes vulpes) et la Fouine d'Europe (Martes foina) préfèrent les milieux ouverts de la steppe boisée. La Panthère de Perse, le Chat de jungle, le Loup des Indes, le Chacal doré, l'Ours brun de Syrie et le Sanglier d'Eurasie y étendent leur aire de répartition.
Parmi les oiseaux appréciant les forêts mixtes figurent l'Oie cendrée (Anser anser), l'Oie rieuse (Anser albifrons), l'Ibis falcinelle (Plegadis falcinellus), la Spatule blanche (Platalea leucorodia), le Bihoreau gris (Nycticorax nycticorax), la Bernache à cou roux (Branta ruficollis), le Faucon pèlerin (Falco peregrinus), le Pélican frisé (Pelecanus crispus), le Héron garde-bœufs (Bubulcus ibis), le Crabier chevelu (Ardeola ralloides), le Flamant rose (Phoenicopterus roseus) et l'Érismature à tête blanche (Oxyura leucocephala). L'Aigle royal (Aquila chrysaetos),, l'Aigle pomarin (Clanga pomarina), la Bondrée apivore (Pernis apivorus), l'Autour des palombes (Accipiter gentilis), le Vautour moine (Aegypius monachus), l'Alouette monticole (Melanocorypha bimaculata), le Pic noir (Dryocopus martius) et le Faisan de Colchide (Phasianus colchicus), fréquentent de préférence les milieux ouverts. Le Tétraogalle de Perse (Tetraogallus caspius) et l'Outarde canepetière (Tetrax tetrax) sont adaptés aux deux écorégions,.
Les reptiles sont représentés notamment par Paralaudakia caucasia et Trapelus ruderatus, présents sur les versants méridionaux semi-arides de la chaîne recevant plus de 200 mm de précipitations par an, ou encore par Darevskia defilippii et Eremias papenfussi, endémiques de la chaîne,. Iranodon persicus et Iranodon gorganensis sont des amphibiens présents respectivement dans la moitié occidentale de l'Elbourz et dans l'Elbourz oriental.

### Populations

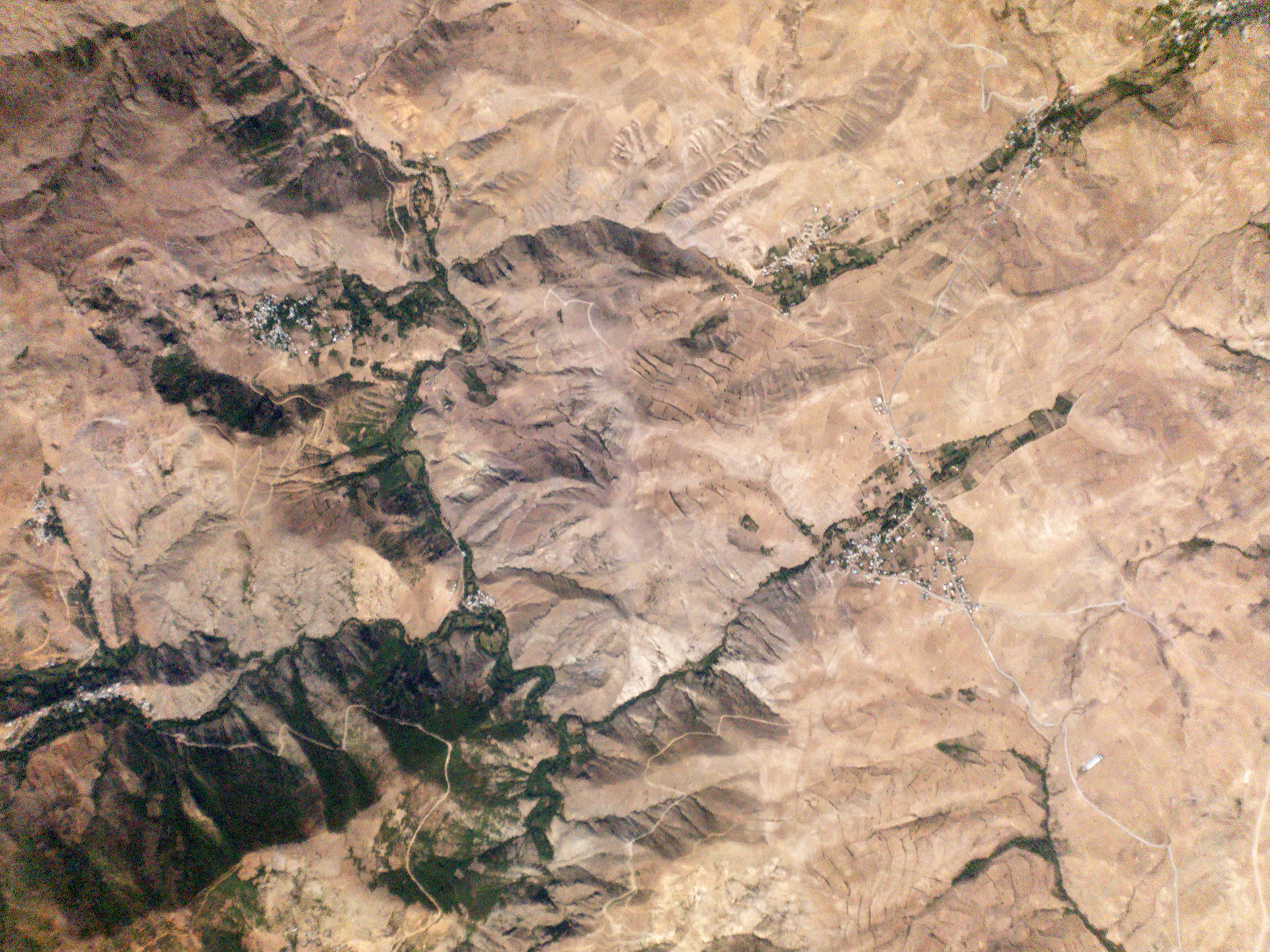
Vue aérienne d'un habitat dispersé dans des vallées cultivées du Sud de la province de Guilan.

Les vallées de l'Elbourz central abritent quelques localités importantes : Deylaman, Kojur et Namar sur les versants septentrionaux, Shahroud, Damavand et Firouzkouh sur les versants méridionaux. Il n'existe cependant pas de grand centre urbain, bien que la population soit relativement dense et connaisse un accroissement naturel important. Les jeunes ont tendance à abandonner les villages traditionnels au profit de l'installation d'exploitations pérennes en altitude tournées vers la culture ou d'élevage. L'habitat rural, sous l'influence des constructions de la plaine côtière, possède souvent deux étages avec un toit plat et utilise le bois comme matériau de construction, à l'exception des villages les plus élevés dont l'habitat est de plain-pied.

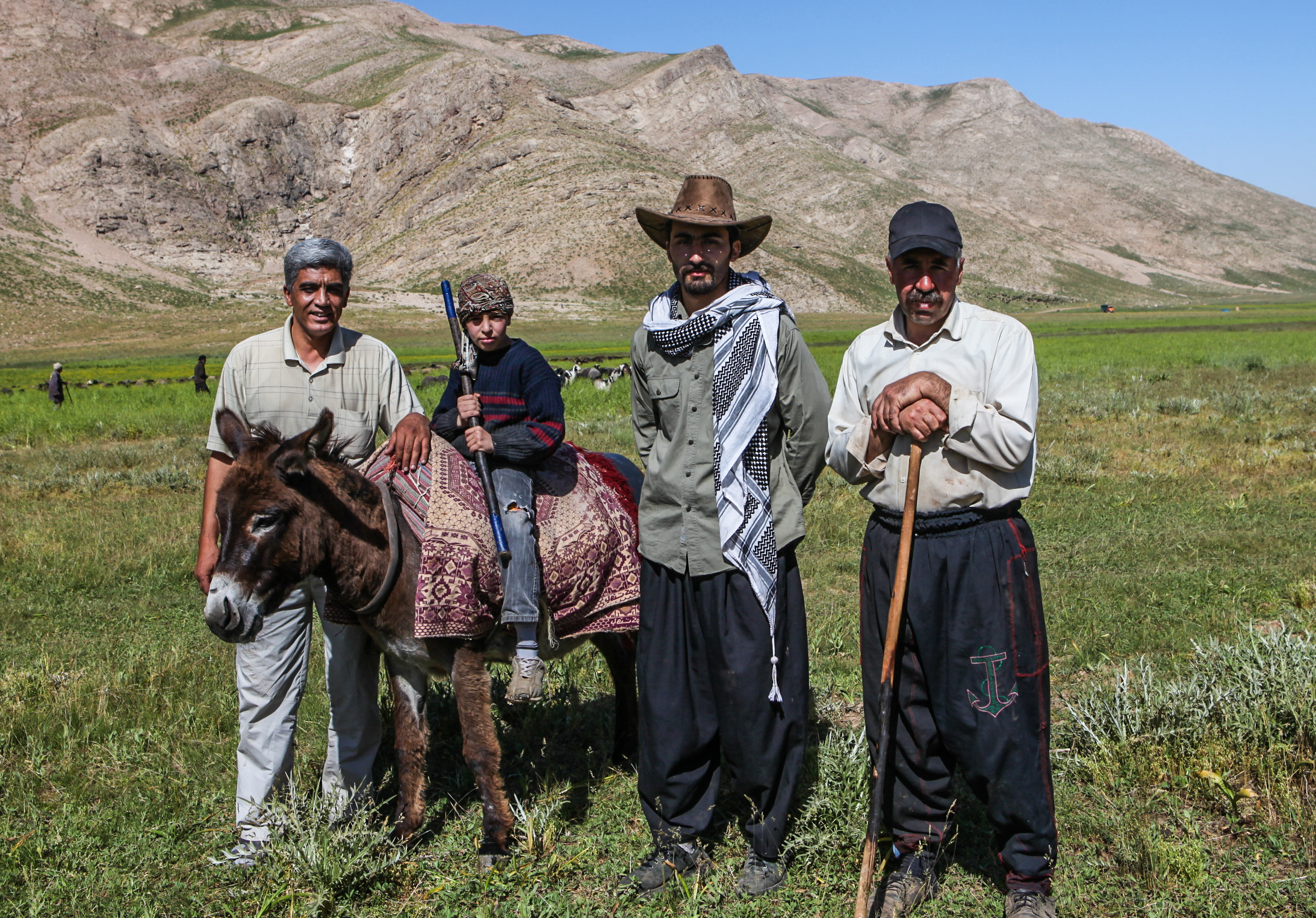
Portrait de semi-nomades dans le parc national de Lar.

Les habitants des versants septentrionaux et des hautes vallées parlent essentiellement guilaki, dans les gorges du Sefid Roud et la plaine de Racht, et mazandarani au centre et à l'est de l'Elbourz central. Sur les piémonts méridionaux, ils parlent tati autour de Qazvin et au nord de Téhéran et semnani à Semnan et dans sa région. Le talysh est parlé dans les monts homonymes, dans l'Elbourz occidental, jusqu'en Azerbaïdjan. Ces cinq langues appartiennent aux langues du Nord-Ouest. La chaîne a peu été imprégnée par le persan, qui prédomine largement sur le plateau Iranien. Des tribus semi-nomades parlant lori (Hedāvand), arabe (Kōti), guilaki (Ali Kay), turc (Hosanlu), persan (ʿArab) ou encore sangsari (Sangsari) pratiquent le pastoralisme ou l'agriculture sur les versants méridionaux. Généralement, ils passent l'été dans de petits villages autour des vergers (qeshlâq) dans l'Anti-Elbourz et hivernent sur les piémonts pour les uns, recherchent des estives (yeylâq) vers l'Elbourz central pendant l'été et dans l'Anti-Elbourz pendant l'hiver pour les autres, effectuant des mouvements migratoires souvent contradictoires. Ils sont quasiment absents des versants septentrionaux de la chaîne, où la sédentarisation est plus développée, à l'exception des forêts des monts Talych,,.

Carte des langues iraniennes du Nord-Ouest parlées dans l'Elbourz.

## Histoire

### Préhistoire: peuplement

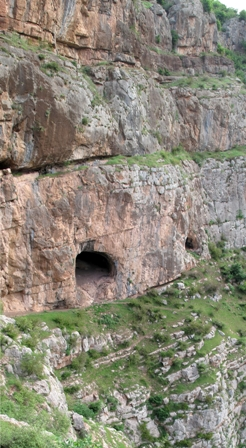
Vue du porche d'entrée de la grotte de Darband.

Des découvertes archéologiques indiquent que des peuplements humains sont présents dans la région de l'Elbourz au moins depuis la fin du Paléolithique inférieur. La grotte de Darband, dans la province du Guilan, a révélé des artéfacts en pierre, ainsi que de grandes quantités d'os d'ours des cavernes et d'ours bruns, sans que des preuves de prédation humaine n'aient toutefois été clairement apportées. L'Homme de Néandertal occupe probablement la chaîne au Paléolithique moyen, des squelettes ayant été trouvés dans la grotte d'Azokh, au pied du Petit Caucase, sur la rive opposée de l'Araxe par rapport à l'extrémité nord-ouest de l'Elbourz, ainsi que des outils en pierre dans la grotte de Büzeyir, située dans les monts Talych en Azerbaïdjan, dans celle de Yarshalman, dans la partie centrale de la chaîne, et dans celle de Kiaram dans la province du Golestan, à son extrémité orientale. Des traces de l'homme moderne ont été découvertes sur un site près d'une rivière portant le nom de Garm Roud, dans la province du Mazandéran, daté de 30 000 ans environ.
Le site néolithique le mieux connu de l'Elbourz est Tepe Sang-e Chakhmaq, près de Shahroud. Occupé du VIIe au Ve millénaire av. J.-C., il témoigne des débuts de l'économie agricole dans la région, et participe à la diffusion du mode de vie néolithique depuis le Moyen-Orient vers l'Asie centrale,.

### De l'Antiquité au Moyen Âge: conquêtes et résistance
Durant l'Antiquité, la région de l'Elbourz est connue sous le nom d'Hyrcanie. Elle est tour à tour sous le contrôle des Mèdes puis des Achéménides. Après avoir été défait et poursuivi par Alexandre le Grand, Darius III se réfugie dans les montagnes mais est assassiné en 330 av. J.-C. ; le Macédonien séjourne à Hécatompyles (aujourd'hui Shahr-e Qumis) puis rejoint les rives de la mer Caspienne à Zadrakarta (site actuel de Sari ou de Gorgan). À la succession d'Alexandre, la chaîne est dans l'empire des Séleucides mais celui-ci est soumis à la sécession de la Bactriane et à l'émancipation de l'Empire parthe sous l'impulsion d'Arsace Ier, chef des Parni. Si les Arsacides se maintiennent au pouvoir jusqu'en 224, lorsqu'ils sont renversés par les Sassanides, l'Hyrcanie n'est plus sous leur contrôle effectif après une série de révoltes au cours des Ier et IIe siècles.
À la chute de la dynastie sassanide, au milieu du VIIe siècle, les populations zoroastriennes de l'Elbourz sont parmi les dernières à céder à la conquête arabo-islamique de la Perse après plus d'un siècle de résistance. En 864, les Alavides prennent le Tabarestan sur la rive méridionale de la mer Caspienne aux Tahirides, vassaux des Abbassides sunnites dans la région, et y instaurent le zaïdisme, courant du chiisme. En 875, les Samanides prennent le pouvoir aux Abbassides et restaurent la domination perse. Sunnites, ils défont en 900 puis en 928 les Alavides, qui se réfugient pour nombre d'entre eux dans l'Elbourz occidental ; Mardavij ben Ziyar rejoint les rangs samanides. Toutefois, en 930, une rébellion au sein de l'armée permet aux Ziyarides de s'emparer du Tabarestan, repoussant les Samanides dans l'Elbourz oriental. Le zoroastrisme est officiellement restauré pendant quelques années, avant de laisser la place au sunnisme. Dès 934, les Bouyides, Perses chiites originaires du Daylam, région autour du Sefid Roud, s'étendent sur le plateau Iranien puis finissent par s'emparer en 945 de la capitale du califat abbasside, Bagdad,. La stabilité qui perdure durant les deux siècles qui suivent constitue l'« intermède iranien », une période de renaissance politique et culturelle perse.

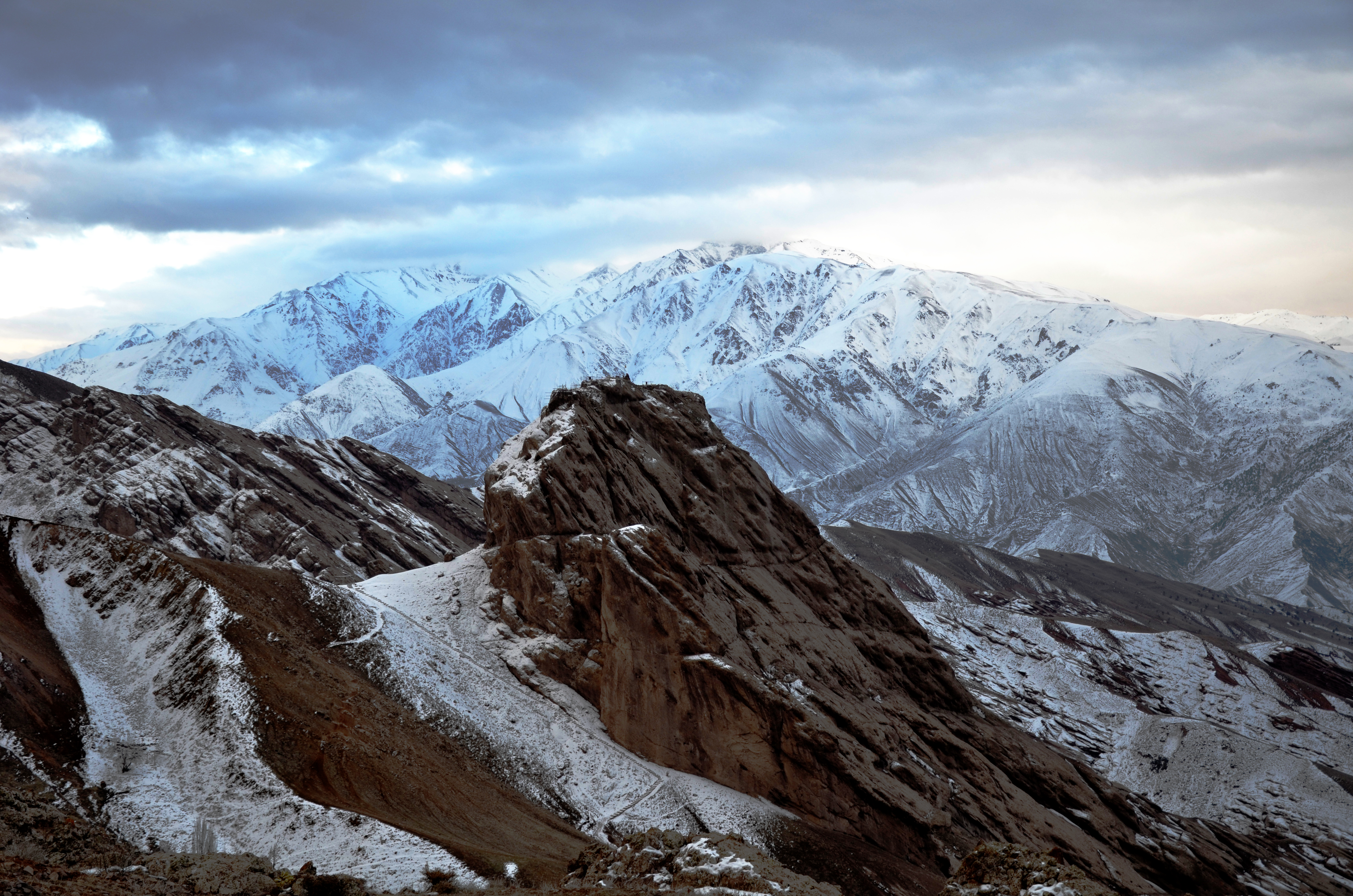
Vue de la forteresse d'Alamut perchée sur un piton rocheux dans les montagnes enneigées de l'Elbourz.

Elle prend fin avec l'invasion des peuples turcs d'Asie centrale à partir du XIe siècle, Seldjoukides en tête dans l'Elbourz. Un nouveau mouvement de résistance s'organise et Alamut, dans l'ouest de l'Elbourz central, devient le siège d'une communauté religieuse ismaélienne nizârite régie par une organisation militaire,. Pendant 166 ans, elle tisse un réseau de défense en s'emparant de forteresses dans l'ensemble de la chaîne, parmi lesquelles Lambsar, Rud-khan, Gerdkûh ou encore Saru, et jusqu'en Syrie. Ces citadelles sont perchées sur des promontoires montagneux, disposent de provisions alimentaires importantes et d'un réseau hydrologique ingénieux pour le stockage de l'eau. Dirigés par le « Vieux de la Montagne », ses Assassins perpètrent des représailles sanglantes et inspirent la crainte. Les conflits perdurent avec les Khwarezmchahs, dont le pouvoir s'accroît au détriment des Seldjoukides, avant que les relations s'apaisent à partir de 1210, correspondant à un déclin politique et à l'adoption du sunnisme. Houlagou Khan obtient finalement la reddition de la forteresse en 1256, au cours des invasions mongoles. Leur campagne contre les Nizârites se solde par la chute de Lambsar puis de Gerdkûh ; Alamut cesse d'exister en tant qu'État.

### Époques moderne et contemporaine: lente stabilisation et développement économique
La fertilité de l'Elbourz et la faculté de ses populations à résister aux invasions nomades permettent, à la différence des plateaux arides et des montagnes sèches du Zagros, l'adoption d'un mode de vie sédentaire. Au début du XVIe siècle, les Séfévides, d'abord menés par leur fondateur Ismaïl Ier né à Ardabil dans le nord-ouest de la chaîne, reprennent l'ensemble de la Perse aux Timourides turco-mongols à l'est et aux Moutons blancs turcomans à l'ouest. Ainsi, les provinces du sud de la Caspienne sont conquises en 1536-1537. Sous les menaces répétées des Ouzbeks, elles finissent par être pacifiées dans les années 1590 sous Abbas Ier le Grand, notamment par son général Farhād Khan Qarāmānlu,. Cette stabilité sociale et politique se reflète dans les particularités linguistiques de la chaîne, qui est repeuplée depuis ses versants septentrionaux, malgré l'influence de tribus semi-nomades turques et kurdes arrivées au XVIIe siècle. Le déclin des Séfévides pousse le tsar Pierre Ier à occuper tout le versant caspien de l'Elbourz dès 1723, et ce jusqu'en 1734. À la chute de la brève dynastie des Afcharides, Gorgan et sa forteresse deviennent dès 1750 le fief de l'opposition turkmène des Kadjar dans les provinces caspiennes au pouvoir central des Zand. Le renversement a lieu en 1789 avec Agha Mohammad Chah.

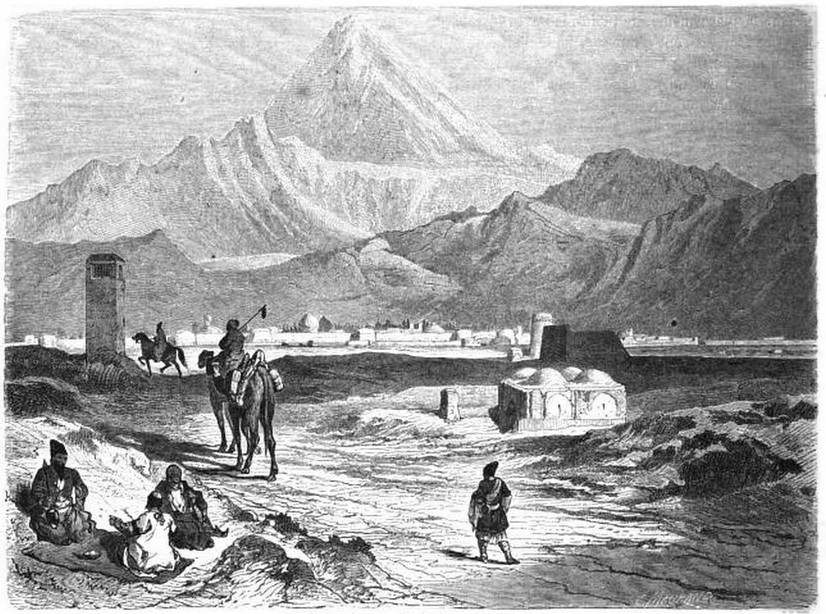
Illustration de marchands et voyageurs sous le mont Damavand au milieu du XIXe siècle.

Au tournant du XIXe siècle, une série de guerres russo-persanes découle de la rivalité pour la possession des bordures maritimes du Caucase et de l'Elbourz, jusqu'à la côte sud-est de la Caspienne ; durant les décennies qui suivent, les relations commerciales entre les deux pays connaissent une succession de hauts et de bas. Les échanges sont intenses entre les vallées et les versants septentrionaux jusqu'à la Seconde Guerre mondiale, comme l'attestent les nombreux caravansérails,. Jusqu'au règne de Reza Chah, du blé, du sel, des fruits secs, du savon, des épices, du henné, du cuir, du miel ou encore des moutons sont transportés depuis le sud vers le nord et les caravanes reviennent avec du riz, de l'essence et du charbon de bois,. Par la suite, les mouvements cycliques de main d'œuvre s'inversent au profit de Téhéran, sur le piémont méridional. Dans les années 1930, la construction de routes et du chemin de fer transiranien permet d'accroître les échanges de part et d'autre de la chaîne,. L'économie rurale des versants septentrionaux est elle-même transformée avec la production intensive du charbon de bois à destination de la capitale, qui connaît son apogée dans les années 1950-1960 avant d'être interdite, et avec celle de céréales sur les piémonts,.

## Activités

### Secteurs primaire et secondaire

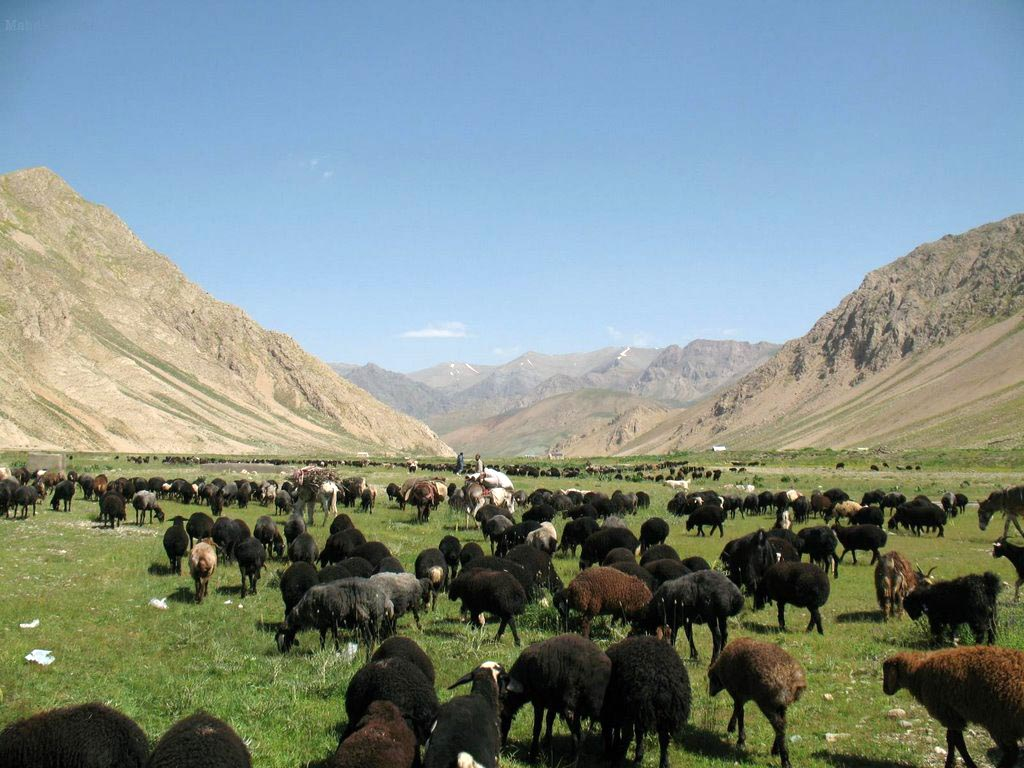
Vue d'un troupeau de moutons dans le parc national de Lar.

Les versants septentrionaux de la chaîne supportent traditionnellement une culture céréalière saisonnière en terrasse, combinée au maraîchage (pommes de terre, haricots, courges, concombres). Le battage du blé est effectué sur place après son séchage. Les tiges servent au fourrage, comme la luzerne. La riziculture tient aussi une place importante grâce à un système d'irrigation. Les céréales ont tendance à être supplantées, dans l'ensemble de l'Elbourz central notamment, par l'arboriculture fruitière, avec la production de pommes et de cerises sur les versants, d'abricots à plus basse altitude et de grenades sur les piémonts. Cette arboriculture était auparavant cantonnée au sud de la chaîne,. Des plantations de thé et des vignobles se trouvent en outre en Azerbaïdjan.
Le pastoralisme, tourné vers la production de lait et complémentaire des cultures, est aussi remplacé par de l'élevage à plus grande échelle afin d'alimenter Téhéran en lait de vache et en viande ovine. La transhumance consiste à mener le bétail des étables en hiver à la lisière supérieure des forêts en été, puis aux champs après les récoltes, et les ovins et dans une moindre mesure les caprins des collines boisées aux pâturages les plus élevés,. Cette pratique est progressivement abandonnée, d'autant plus que la création de zones protégées a restreint les zones de pastoralisme et déséquilibré l'économie des petits villages de montagne. Les bergers sont remplacés par des employés dans des exploitations. Seul l'Elbourz oriental parvient à maintenir un mode de production traditionnel.

Vue de la vallée de l'Hableh Roud, sur le versant méridional de l'Elbourz, traversée entre Garmsar et Firouzkouh par le train quotidien 218 sur le chemin de fer transiranien.

L'Elbourz abrite quelques gisements miniers en faible quantité : charbon, plomb, zinc, barytine. Des carrières de calcaire pour le ciment, de craie pour les fours à chaux et de gypse pour le plâtre présentent en revanche des dimensions importantes. Ces carrières ont favorisé le développement de voies de communication. La plus ancienne des trois routes traversant la partie centrale de la chaîne est la route 79 passant par le col Gaduk. Elle est longée par la ligne du chemin de fer transiranien, qui emprunte un tunnel à plus de 2 000 mètres d'altitude pour passer sous le col. La route 59, ou « route du Chalus », qui comprend un tunnel à environ 2 570 mètres d'altitude sous le col Kandevan, est la plus fréquentée pour relier Téhéran à la mer Caspienne. La route 77, ou « route du Haraz », construite après la Seconde Guerre mondiale, emprunte le col d'Emamzadeh Hashem à près de 2 750 mètres d'altitude mais doit fréquemment être fermée en hiver. Un tunnel est en cours de construction sous le col. L'autoroute 1 et la route 49 passent par les gorges du Sefid Roud entre l'Elbourz central et occidental et constituent les voies les plus praticables pour traverser la chaîne en hiver. Les routes 81, à l'ouest de Damghan, et 83, au nord de Shahroud, ainsi que des routes secondaires, franchissent l'Elbourz oriental.

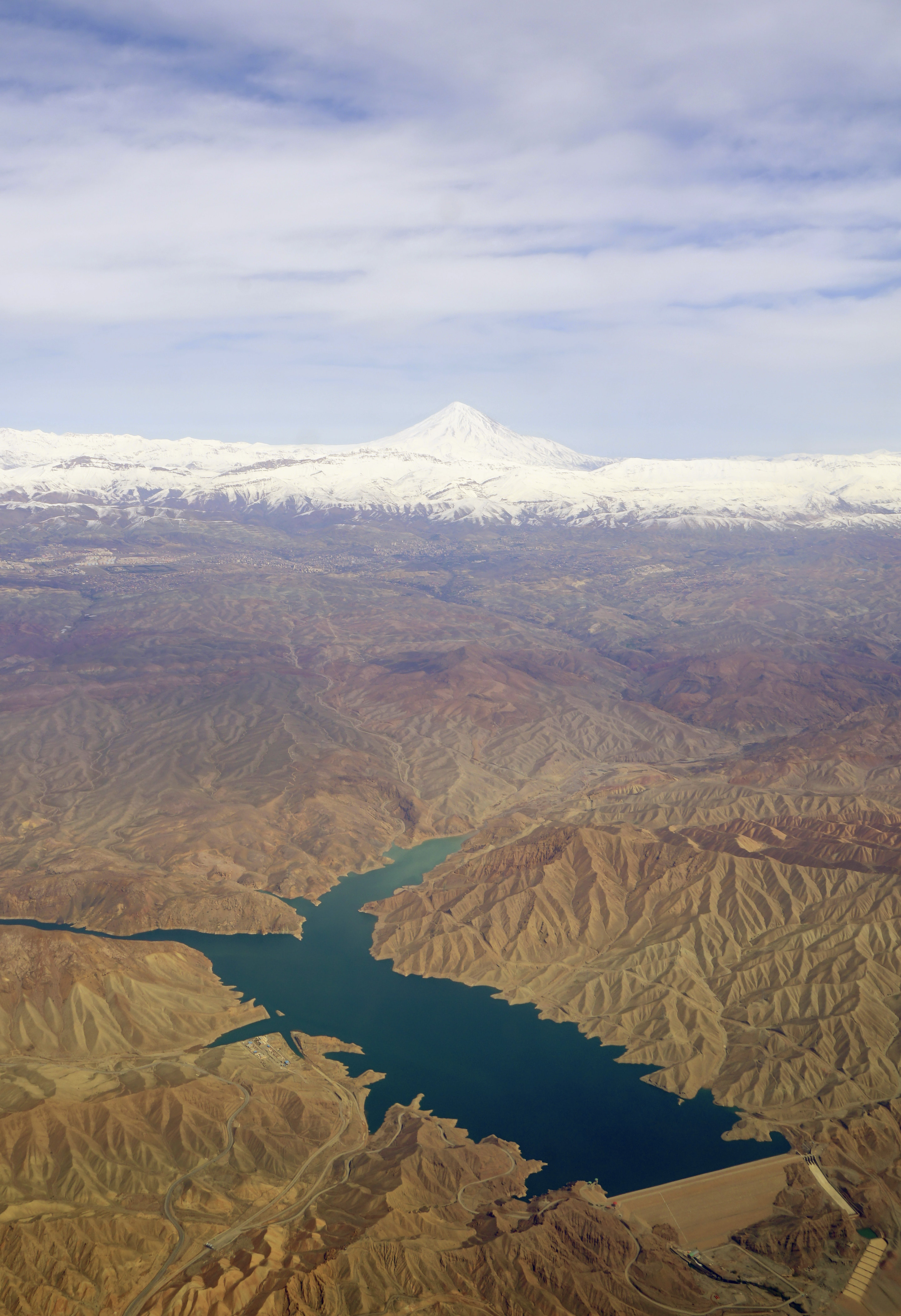
Vue aérienne du lac Mamlou, dans l'Anti-Elbourz, avec le mont Damavand en arrière-plan.

De l'hydroélectricité est produite, d'ouest en est, par les barrages de Sefid Roud (ou Mandjil), de Taléghan, de Karadj (ou Amir Kabir), de Siah Bishe, de Latyan, de Mamlou, de Lar et Shahid Rajaee (ou Soleyman Tangeh). Parmi toutes ces installations, seule celle de Siah Bishe, fonctionnant par pompage-turbinage, est entièrement consacrée à la production d'électricité, essentiellement pour la métropole de Téhéran. Les autres ont surtout une vocation de réservoir d'eau potable et d'irrigation, en particulier Karadj, qui est le barrage le plus ancien (1961), et Latyan (1967), tous deux destinés à l'approvisionnement de la capitale avec une capacité respective de quelque 200 et 80 millions de mètres cubes,. Ces installations ont profondément bouleversé l'économie et le mode de vie de l'Elbourz central.
Les principaux produits artisanaux dans la chaîne sont le feutre (namad) sur le versant septentrional, le kilim dans la vallée d'Alamut et des textiles appelés karba assez répandus. Ils sont à l'origine plutôt grossiers mais, avec le déclin du mode de vie pastoral, les populations semi-nomades ont partagé leur savoir-faire et, avec l'aide des marchands de Téhéran, de Qom ou de Qazvin, en ont fait une source de revenus.

### Tourisme

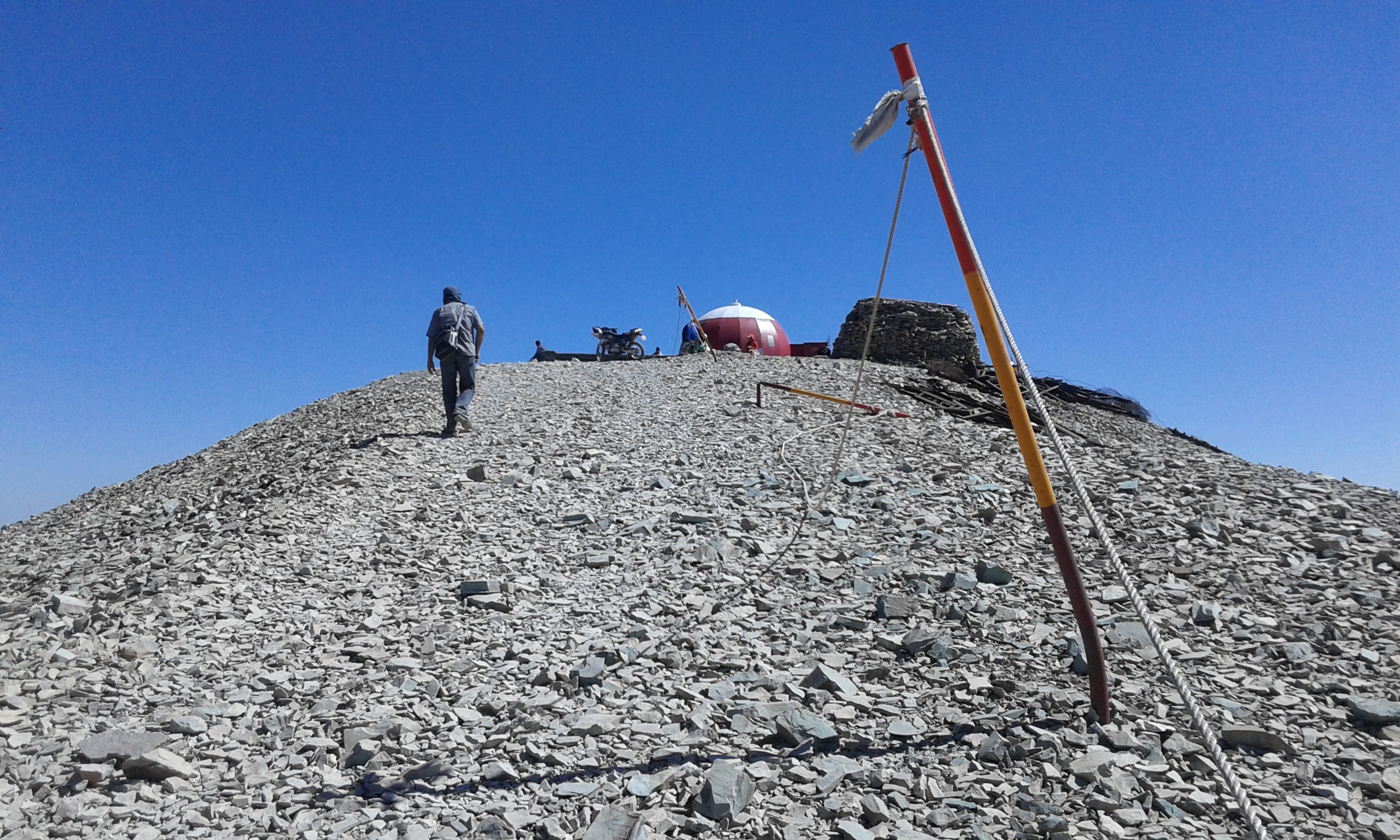
Vue de la partie finale de l'ascension du Tochal avec la cabine sommitale.

La création de lacs de barrage a favorisé le développement de masse du tourisme estival, longtemps réservé à la noblesse iranienne. Les vallées proches de Téhéran connaissent des séjours centrés sur le week-end, au point de devenir la base de loisirs de la capitale, tandis que les vallées plus éloignées voient l'essor de résidences secondaires. Pour les amateurs de randonnée pédestre, trekking, alpinisme ou ski de randonnée, de rares refuges parsèment la chaîne : le refuge Bargah sur le versant méridional du mont Damavand, le refuge Sarchal au nord-est de l'Alam Kuh et le refuge-mosquée du Savalan sur son versant nord-est ; une cabine se trouve au sommet du Tochal. La plupart du temps, il s'agit de simples abris en pierre avec parfois quelques commodités et des zones de bivouac alentour.

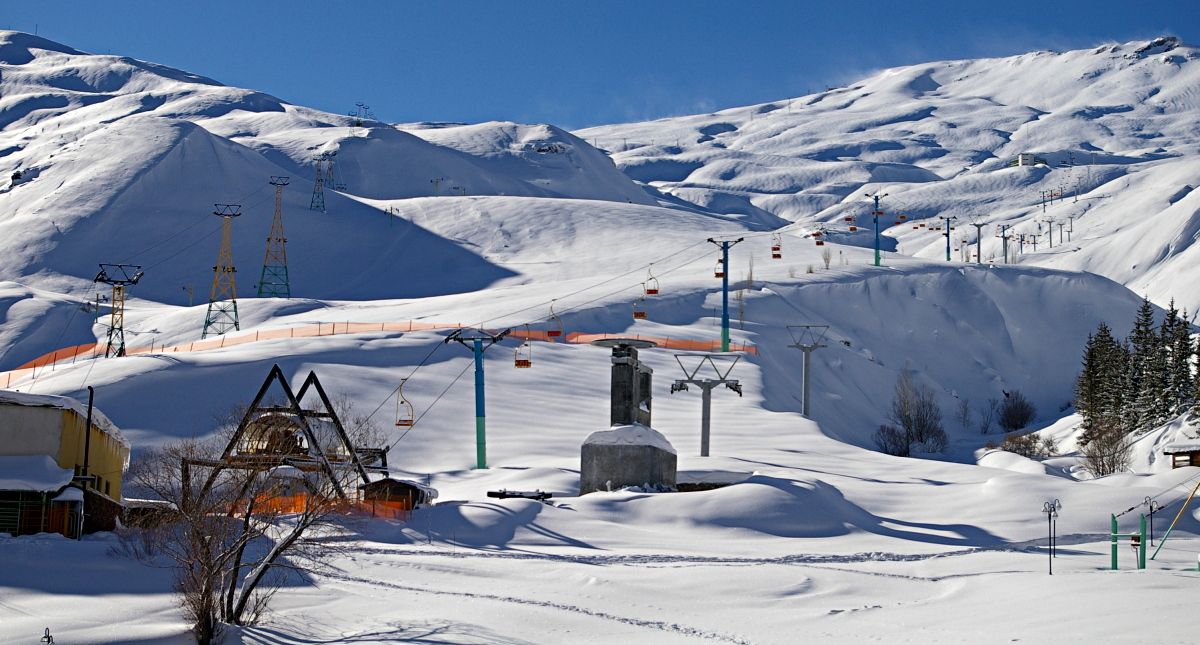
Vue des remontées mécaniques de la station de Dizin.

Quatre stations de sports d'hiver se trouvent au nord de Téhéran ; il s'agit par taille décroissante de Dizin, Darbandsar, Shemshak et Tochal. Les trois premières sont inscrites dans un cercle de cinq kilomètres de rayon, situé à une heure de route de Téhéran,. Dizin compte 18 kilomètres de descentes répartis en 23 pistes entre 2 600 et 3 600 mètres d'altitude environ,, ainsi qu'un vaste domaine hors-piste, et 16 à 18 remontées mécaniques ; la station date des années 1960. Shemshak est la plus ancienne des stations d'Iran, créée en 1958 ; elle compte 15 kilomètres de descentes pour huit pistes entre 2 550 et 3 050 mètres d'altitude desservies par cinq à sept remontées mécaniques. Darbandsar est la station la plus moderne ; ses quatre pistes et six remontées mécaniques s'étagent entre 2 600 et 3 600 mètres environ,. Tochal est directement accessible en télécabine en trente minutes depuis la périphérie de la capitale, qu'elle domine, ce qui la rend très fréquentée pendant plus de six mois par an depuis sa création en 1977 ; elle compte deux pistes bleues représentant en tout six kilomètres de descentes pour quatre à six remontées sur un dénivelé important entre 1 900 et 3 850 mètres d'altitude,. Abali, à l'est de Téhéran, abrite une petite station avec de courtes pistes mais néanmoins neuf téléskis. Alvares, située entre 3 000 et 3 200 mètres sur le versant sud-est du Savalan, est la seule station de la chaîne en dehors de l'Elbourz central ; elle est équipée d'un télésiège et d'un téléski fonctionnant les week-ends et durant les vacances, non loin de la cité thermale de Sareyn.

### Protection environnementale

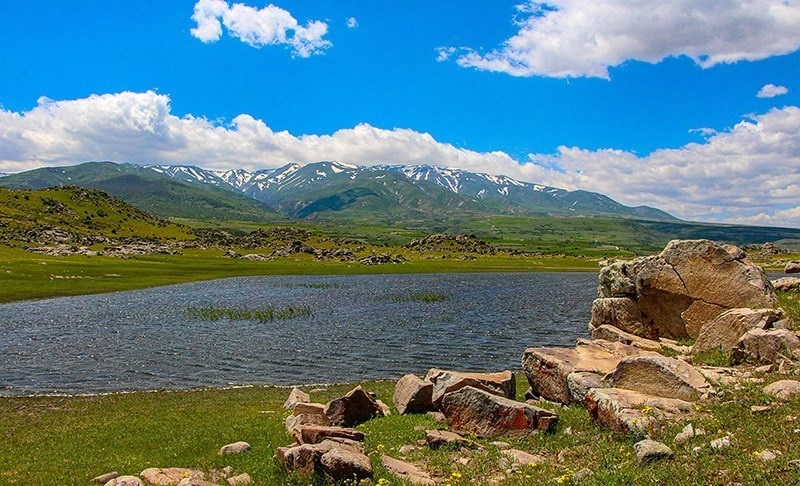
Vue dans le parc national d'Arasbaran.

L'Elbourz abrite neuf parcs nationaux. L'un se trouve en Azerbaïdjan, le parc national d'Hirkan, dont la partie méridionale s'étend sur les monts Talych ; il a été promu en 2004 et sa superficie a été portée à 404 km2 en 2008 ; il comprend une réserve naturelle intégrale de 30 km2. En Iran, deux parcs se trouvent sur la rive droite de l'Araxe, dans l'extrémité occidentale de la chaîne : le parc national de Kantal, créé en 2011, a une superficie de 70 km2,, alors que le parc national d'Arasbaran est issu de la requalification en 2012 de 89 km2 dans la partie centrale de la zone protégée du même nom, elle-même reconnue réserve de biosphère en 1976,. Le parc national de Lar, créé en 1975 sur 735 km2 mais rétrogradé en simple zone protégée en 1991, couvre depuis 2001 358 km2 à l'ouest du mont Damavand, auxquels est adjointe une réserve de chasse sur le reste du périmètre initial. Khojir et Sorkheh Hesar sont deux petits parcs nationaux de respectivement 107 et 87 km2 tous deux situés depuis le début des années 1980 dans la zone protégée du Jaj Roud sur les premières pentes de l'Anti-Elbourz à l'est de Téhéran. Le parc national de Kiasar s'étend sur 93 km2 et a été créé en 2003. Le parc national de Paband a une superficie de 183 km2 au sein de la forêt hyrcanienne de l'Elbourz oriental ; il a été créé en 2003. Le parc national du Golestan, situé en partie dans l'extrémité orientale de la chaîne, est le plus ancien d'Iran, déclaré en tant que tel en 1974, et s'étend sur 874 km2 ; il est reconnu réserve de biosphère.
Le Savalan et la grotte de Yakhkan, dans l'Elbourz occidental, le cyprès de Herzl, le Lys blanc, la source de Fakjour Damkesh, l'Alam Kuh, le mont Damavand, les lacs Tar et Havir, la grotte d'Afshan et les gorges de Vashi, dans l'Elbourz central, sont des monuments naturels nationaux.
Le refuge faunique de Kiyamaki, déclaré en 1975, entoure sur 900 km2 le parc national de Kantal, dont il a été détaché, et comprend le Kiyamaki Dagh. Le refuge faunique de Dodangeh date de 1954 et couvre 169 km2 au sud du parc national de Kiasar, dans l'Elbourz central. Le refuge de Semeskandeh est reconnu en 1935 et s'étend en banlieue sud-est de Sari sur le piémont septentrional. Le quatrième refuge faunique de la chaîne est celui de Khosh Yeylagh, dans l'Elbourz oriental, et a été créé en 1938 sur 1 501 km2. En Azerbaïdjan, le sanctuaire naturel d'État de Zuvand, sur 150 km2, et celui de Rvarud, sur 5 km2, possèdent un niveau de protection UICN de IV semblable aux refuges fauniques iraniens.

Carte des zones protégées dans la chaîne de l'Elbourz et ses environs.

## Dans la culture

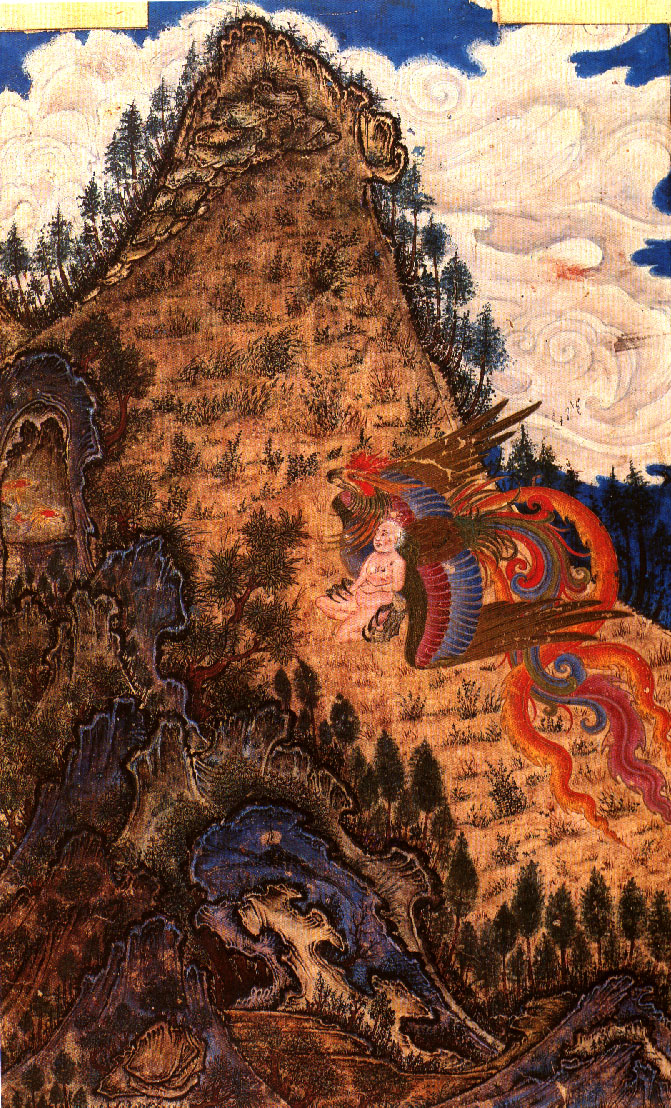
Le Simorgh amenant Zal à son nid au sommet de l'Elbourz dans le Livre des Rois.

Pour les peuples indo-iraniens, Mithra a sa demeure sur la légendaire montagne Harā Bərəzaitī,. Il n'y règne jamais la nuit ni la pénombre, ni de vent chaud ou froid, ni de brouillard ; c'est en revanche la source de l'eau, la rivière Arədvī Sūrā Anāhitā alimentant l'océan Vourukaša. Les adorateurs zoroastriens font des sacrifices pour le ciel, la terre, le vent et le pic de Harā, qu'ils surnomment mont Hukairya, « le bienfaiteur, celui qui mérite toutes les prières ». Dans les textes du Bundahishn, c'est « le chef des sommets ». Dans leur cosmogonie, la Terre était jadis entièrement plate et les montagnes sont nées comme des plantes en plongeant leurs racines pour rejoindre celles de Harā, établissant une connexion entre elles. Ce nom, attribué à l'Elbourz, désigne dès lors une chaîne de montagnes formée en 800 ans et encerclant la Terre, d'est en ouest. Ainsi, dans sa rotation autour de Harā, le Soleil passe tout au long des 360 jours du calendrier traditionnel, en place jusqu'aux Sassanides, par 180 fenêtres différentes à son lever et 180 fenêtres à son coucher. Les zoroastriens semblent associer la chaîne de montagnes à la résidence de Peshotan et l'école Ilm-e-Khshnoom considère le mont Damavand comme la demeure des Saheb-e-Dilan, les « maîtres du cœur ». Ainsi, la montagne Harā est associée au mont Meru dans le bouddhisme.
Dans le Livre des Rois, le poète Ferdowsi semble considérer que les montagnes s'étendent en Inde,,. D'après lui, Fereydoun, fils d'Abtine et de Faranak, et un des descendants de Djamchid et de Tahmouras, est contraint de se réfugier dans l'Elbourz de l'âge de 3 à 16 ans pour fuir le roi Zahhak ; il rejoint ensuite la révolte lancée par Kaveh contre le tyran et finit par le vaincre dans les montagnes, puis l'enchaîne dans une grotte du mont Damavand en attendant la fin des temps, avant de régner pendant 500 ans en tant que roi légitime,. Dans cette même épopée, le prince Zal, né albinos et abandonné en pleurs au pied de l'Elbourz, est recueilli puis élevé dans son nid perché dans les montagnes par le Simorgh ; l'oiseau magique lui apporte sa sagesse et finit par le convaincre de rejoindre son père vieillissant, empli de regrets et parti retrouver son fils dans les montagnes,. Toujours d'après Ferdowsi, Key Qobad vivait paisiblement dans l'Elbourz jusqu'à ce que le héros légendaire Rostam, fils de Zal, vienne le chercher afin de le faire introniser et pour qu'il combatte contre Afrassiab, le roi des Tourans,. Ferdowsi reprend dans le Livre des Rois une légende de l'Avesta, puis du Mah farvardin Ruz khordad (VIIe siècle), mettant en scène le meilleur archer du royaume, Arash (ou Arish, ou encore Erekhsha), chargé par le roi Manoutchehr de tirer une flèche le plus loin possible vers l'est afin de déterminer la frontière avec les Tourans et d'établir la paix dans le Tabarestan avec Afrassiab ; l'archer grimpe dans l'Elbourz à l'aube puis tire sa flèche qui retombe, à midi ou en fin de journée (selon les versions), sur les rives de l'Amou-Daria, mais il meurt d'épuisement.
Selon certaines légendes médiévales chrétiennes, les portes d'Alexandre, associées à Gog et Magog, pourraient se trouver dans l'Elbourz, alors que d'autres les situent dans le Caucase. Elles trouveraient leur origine dans l'existence de la muraille de Gorgan, dont la construction est pourtant initiée au Ve siècle sous les Sassanides.